# Mistrovství světa v ledním hokeji 2013

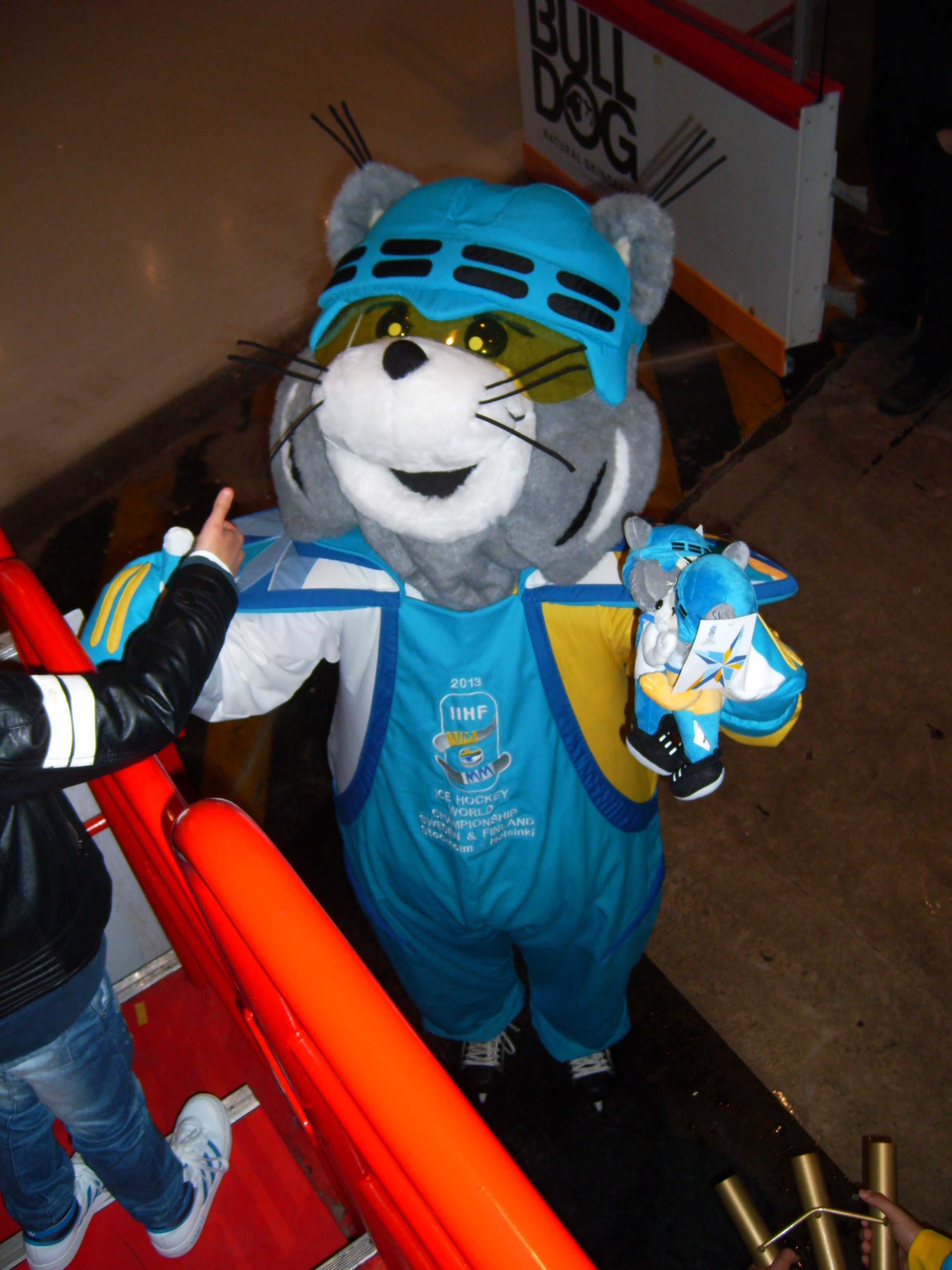
Maskot Icy

Mistrovství světa v ledním hokeji 2013 bylo 77. mistrovstvím světa a hrálo se od 3. do 19. května 2013 ve Švédsku a Finsku. Pořadatelské země tak byly stejné jako při MS 2012. Původně se mělo mistrovství konat pouze ve Švédsku ve městech Stockholm a Malmö (rozhodnuto o tom bylo na kongresu IIHF ve Vancouveru v roce 2007), ale na kongresu IIHF v Bernu 8. května 2009 bylo rozhodnuto o rozdělení pořadatelství mezi tyto dvě země.Šampionát vyhráli domácí Švédové a stali se tak po dlouhé době šampiony na domácím mistrovství. Překvapení připravili Švýcaři, kteří se probojovali šampionátem bez jediné prohry v základní hrací době až do finále, kde prohráli právě se Švédskem. Bronzovou medaili získala USA.
Turnaje se účastnilo celkem 16 týmů (14 nejlepších z minulého mistrovství a 2 postupující z minulého ročníku skupiny A divize 1 – Slovinsko a Rakousko).

## Výběr pořadatelské země
| Země      | Počet hlasů |
| --------- | ----------- |
| Švédsko   | 70          |
| Bělorusko | 15          |
| Maďarsko  | 8           |
| Česko     | 3           |

21. září 2007 se v kanadském Vancouveru hlasovalo o pořadatelství šampionátu 2013. Z volby se na poslední chvíli stáhlo Lotyšsko a veřejně podpořilo Švédsko. Země tří korunek získala 70 hlasů z 96. Bělorusko získalo 15 hlasů, Maďarsko 8 a Česká republika pouhé tři. Na kongresu ve švýcarském Bernu v květnu 2009 bylo oznámeno společné pořadatelství Finska a Švédska pro šampionáty v letech 2012 a 2013.

## Herní systém
Šestnáct účastníků bylo rozděleno do dvou skupin po 8 týmech. V rámci skupiny se utkal každý s každým. Za vítězství v základní hrací době se udělovaly 3 body, za vítězství po prodloužení či samostatných nájezdech 2 body, za prohru po prodloužení či samostatných nájezdech 1 bod a za prohru v základní hrací době 0 bodů. Z každé skupiny postoupila čtveřice týmů s nejvyšším počtem bodů do čtvrtfinále play off. Pro týmy na pátých až osmých místech ve skupinách turnaj skončil. Oba týmy z osmých míst automaticky sestoupily do 1. divize (neplatilo pro Bělorusko, pořadatele MS 2014).
Čtvrtfinále se hrálo ze vzdálenostních důvodů v rámci skupin (tj. 1. tým ze skupiny A proti 4. týmu ze skupiny A, 2. tým ze skupiny A proti 3. týmu ze skupiny A, 1. tým ze skupiny B proti 4. týmu ze skupiny B a 2. tým ze skupiny B proti 3. týmu ze skupiny B). Pro poražené čtvrtfinalisty turnaj skončil. Od semifinále se již hrálo klasicky křížem, tj. mohly se střetnout i týmy pocházející z jiné základní skupiny. Vítězní semifinalisté postoupili do finále, kde se rozhodlo o držitelích zlatých a stříbrných medailí, zatímco poražení semifinalisté se střetli v zápase o bronzové medaile.

### Kritéria při rovnosti bodů v základních skupinách
Pokud po konci základních skupin měly dva týmy stejný počet bodů, rozhodl výsledek jejich vzájemného zápasu. Pokud rovnost nastala mezi třemi nebo více týmy, postupovalo se podle následujících kritérií, dokud nezbyly dva týmy, mezi nimiž rozhodl vzájemný zápas:
1. Body z minitabulky vzájemných zápasů
2. Brankový rozdíl z minitabulky vzájemných zápasů
3. Vyšší počet vstřelených branek v minitabulce vzájemných zápasů
4. Výsledky proti nejbližšímu nejvýše umístěnému týmu mimo týmů v minitabulce (pořadí kritérií: body, brankový rozdíl, více vstřelených branek)
5. Výsledky proti nejbližšímu druhému nejvýše umístěnému týmu mimo týmů v minitabulce (pořadí kritérií: body, brankový rozdíl, více vstřelených branek)
6. Postavení v žebříčku IIHF 2012 před startem mistrovství

V průběhu základních skupin, kdy ještě nebyly sehrány všechny zápasy, rozhodovala v případě bodové rovnosti tato kritéria:
1. Nižší počet odehraných utkání
2. Brankový rozdíl
3. Vyšší počet vstřelených branek
4. Postavení v žebříčku IIHF 2012 před startem mistrovství

### Kritéria pro určení konečného pořadí týmů
Pořadí na prvních čtyřech místech určil výsledek finálového zápasu a utkání o bronz. O konečném umístění na 5. až 16. místě rozhodovala tato kritéria:
1. Vyšší pozice ve skupině
2. Vyšší počet bodů
3. Brankový rozdíl
4. Vyšší počet vstřelených branek
5. Postavení v žebříčku IIHF 2012 před startem mistrovství

Pozn. Poražení čtvrtfinalisté zaujali automaticky 5. až 8. místo a byli seřazeni podle výsledků v základních skupinách podle kritérií uvedených výše.

## Stadiony
| Stockholm                       | Helsinky                        |
| Ericsson Globe Kapacita: 13 850 | Hartwall Arena Kapacita: 13 349 |
| Hala Globen                     | Hartwall areena                 |

## Základní skupiny
Týmy byly do základních skupin rozděleny podle žebříčku IIHF po mistrovství světa v ledním hokeji 2012.
| Skupina A - Stockholm | Skupina B - Helsinky |
| --------------------- | -------------------- |
| Česko (3)             | Rusko (1)            |
| Švédsko (4)           | Finsko (2)           |
| Kanada (5)            | Slovensko (6)        |
| Norsko (8)            | USA (7)              |
| Švýcarsko (9)         | Německo (10)         |
| Dánsko (12)           | Lotyšsko (11)        |
| Bělorusko (13)        | Francie (14)         |
| Slovinsko (18)        | Rakousko (15)        |

### Skupina A (Stockholm)

#### Tabulka
|  | Týmy postupující do čtvrtfinále |
|  | Tým sestupující do Divize 1     |

| Poř. | Tým       | Z | V | VP | PP | P | GV | GI | +/- | B  |
| ---- | --------- | - | - | -- | -- | - | -- | -- | --- | -- |
| 1.   | Švýcarsko | 7 | 6 | 1  | 0  | 0 | 29 | 10 | +19 | 20 |
| 2.   | Kanada    | 7 | 5 | 1  | 1  | 0 | 25 | 10 | +15 | 18 |
| 3.   | Švédsko   | 7 | 5 | 0  | 0  | 2 | 17 | 11 | +6  | 15 |
| 4.   | Česko     | 7 | 3 | 1  | 0  | 3 | 19 | 12 | +7  | 11 |
| 5.   | Norsko    | 7 | 3 | 0  | 0  | 4 | 12 | 26 | −14 | 9  |
| 6.   | Dánsko    | 7 | 1 | 1  | 1  | 4 | 13 | 20 | −7  | 6  |
| 7.   | Bělorusko | 7 | 1 | 0  | 0  | 6 | 10 | 21 | −11 | 3  |
| 8.   | Slovinsko | 7 | 0 | 0  | 2  | 5 | 12 | 27 | −15 | 2  |

#### Zápasy
| 3. května 2013 16:15 SELČ | Česko | 2 : 0 (1:0, 0:0, 1:0) | Bělorusko | Ericsson Globe, Stockholm Návštěvnost: 5 127 |  |

| Report                                                                                        |                                                                                               |          |                 |                                                                                      |
| Alexander Salák                                                                               | Alexander Salák                                                                               | Brankáři | Vital Bjalinski | Rozhodčí: Keith Kaval Daniel Piechaczek Čároví: André Schrader Christopher Woodworth |
| J. Voráček (R. Vrbata, Z. Michálek) (PP2) – 11:03 R. Vrbata (M. Hanzal, L. Šmíd) (PP) – 49:57 | J. Voráček (R. Vrbata, Z. Michálek) (PP2) – 11:03 R. Vrbata (M. Hanzal, L. Šmíd) (PP) – 49:57 | 1:0 2:0  |                 | Rozhodčí: Keith Kaval Daniel Piechaczek Čároví: André Schrader Christopher Woodworth |
| 6 min                                                                                         | 6 min                                                                                         | Tresty   | 14 min          | Rozhodčí: Keith Kaval Daniel Piechaczek Čároví: André Schrader Christopher Woodworth |
| 36                                                                                            | 36                                                                                            | Střely   | 21              | Rozhodčí: Keith Kaval Daniel Piechaczek Čároví: André Schrader Christopher Woodworth |

| 3. května 2013 20:15 SELČ | Švédsko | 2 : 3 (0:0, 1:2, 1:1) | Švýcarsko | Ericsson Globe, Stockholm Návštěvnost: 12 500 |  |

| Report                                                                                             | |                     |                                                                                              |                                                                       |
| Jacob Markström                                                                                    | Jacob Markström                                                                                    | Brankáři            | Martin Gerber                                                                                | Rozhodčí: Ian Croft Jyri Rönn Čároví: Sakari Suominen Miroslav Valach |
| J. Fransson (N. Danielsson, L. Eriksson) (PP2) – 38:10 S. Hjalmarsson (H. Tallinder) (PP2) – 59:38 | J. Fransson (N. Danielsson, L. Eriksson) (PP2) – 38:10 S. Hjalmarsson (H. Tallinder) (PP2) – 59:38 | 0:1 0:2 1:2 1:3 2:3 | 22:52 – M. Bieber (J. Walker, E. Blum) 28:17 – N. Niederreiter (M. Plüss) 59:27 – R. Gardner | Rozhodčí: Ian Croft Jyri Rönn Čároví: Sakari Suominen Miroslav Valach |
| 10 min                                                                                             | 10 min                                                                                             | Tresty              | 14 min                                                                                       | Rozhodčí: Ian Croft Jyri Rönn Čároví: Sakari Suominen Miroslav Valach |
| 31                                                                                                 | 31                                                                                                 | Střely              | 24                                                                                           | Rozhodčí: Ian Croft Jyri Rönn Čároví: Sakari Suominen Miroslav Valach |

| 4. května 2013 12:15 SELČ | Norsko | 3 : 1 (2:1, 0:0, 1:0) | Slovinsko | Ericsson Globe, Stockholm Návštěvnost: 3 832 |  |

| Report | |                 |                              |                                                                           |
| Lars Haugen | Lars Haugen | Brankáři        | Robert Kristan               | Rozhodčí: Vladimír Baluška Keith Kaval Čároví: Jimmy Dahmen Pierre Dehaen |
| A. Bastiansen (K A. Olimb) – 01:02 A. Bastiansen (M. Olimb, K A. Olimb) – 14:03 M. Hansen (K. Forsberg) (ENG) – 59:55 | A. Bastiansen (K A. Olimb) – 01:02 A. Bastiansen (M. Olimb, K A. Olimb) – 14:03 M. Hansen (K. Forsberg) (ENG) – 59:55 | 1:0 2:0 2:1 3:1 | 19:43 – Z. Jeglič (R. Tičar) | Rozhodčí: Vladimír Baluška Keith Kaval Čároví: Jimmy Dahmen Pierre Dehaen |
| 8 min | 8 min | Tresty          | 10 min                       | Rozhodčí: Vladimír Baluška Keith Kaval Čároví: Jimmy Dahmen Pierre Dehaen |
| 25 | 25 | Střely          | 22                           | Rozhodčí: Vladimír Baluška Keith Kaval Čároví: Jimmy Dahmen Pierre Dehaen |

| 4. května 2013 16:15 SELČ | Kanada | 3 : 1 (0:1, 2:0, 1:0) | Dánsko | Ericsson Globe, Stockholm Návštěvnost: 5 577 |  |

| Report | |                 |                                              |                                                                                     |
| Devan Dubnyk                                                                                                | Devan Dubnyk                                                                                                | Brankáři        | Simon Nielsen                                | Rozhodčí: Lars Brüggemann Daniel Piechaczek Čároví: Sergej Šeljanin Sakari Suominen |
| M. Duchene (J. Eberle) – 30:15 S. Stamkos (E. Staal, C. Giroux) (PP) – 31:38 M. Duchene (J. Eberle) – 47:03 | M. Duchene (J. Eberle) – 30:15 S. Stamkos (E. Staal, C. Giroux) (PP) – 31:38 M. Duchene (J. Eberle) – 47:03 | 0:1 1:1 2:1 3:1 | 04:50 – M. Green (K. Staal, D. Nielsen) (PP) | Rozhodčí: Lars Brüggemann Daniel Piechaczek Čároví: Sergej Šeljanin Sakari Suominen |
| 6 min | 6 min | Tresty          | 12 min                                       | Rozhodčí: Lars Brüggemann Daniel Piechaczek Čároví: Sergej Šeljanin Sakari Suominen |
| 37 | 37 | Střely          | 25                                           | Rozhodčí: Lars Brüggemann Daniel Piechaczek Čároví: Sergej Šeljanin Sakari Suominen |

| 4. května 2013 20:15 SELČ | Česko | 1 : 2 (0:1, 1:1, 0:0) | Švédsko | Ericsson Globe, Stockholm Návštěvnost: 12 500 |  |

| Report                                        |                                               |             | |                                                                                    |
| Alexander Salák Pavel Francouz                | Alexander Salák Pavel Francouz                | Brankáři    | Jhonas Enroth                                                                                      | Rozhodčí: Vjačeslav Bulanov Konstantin Olenin Čároví: Chris Carlson André Schrader |
| J. Hudler (J. Voráček, J.Tlustý) (PP) – 32:40 | J. Hudler (J. Voráček, J.Tlustý) (PP) – 32:40 | 0:1 0:2 1:2 | 10:14 – J. Ericsson (M. Thörnberg, C. Jarnkrok) 23:28 – H. Tallinder (J. Lundqvist, E. Gustafsson) | Rozhodčí: Vjačeslav Bulanov Konstantin Olenin Čároví: Chris Carlson André Schrader |
| 8 min                                         | 8 min                                         | Tresty      | 20 min                                                                                             | Rozhodčí: Vjačeslav Bulanov Konstantin Olenin Čároví: Chris Carlson André Schrader |
| 17                                            | 17                                            | Střely      | 37                                                                                                 | Rozhodčí: Vjačeslav Bulanov Konstantin Olenin Čároví: Chris Carlson André Schrader |

| 5. května 2013 12:15 SELČ | Bělorusko | 4 : 3 (1:1, 1:0, 2:2) | Slovinsko | Ericsson Globe, Stockholm Návštěvnost: 1 411 |  |

| Report | |                             | |                                                                                    |
| Vital Bjalinski | Vital Bjalinski | Brankáři                    | Robert Kristian | Rozhodčí: Lars Brueggemann Vjačeslav Bulanov Čároví: Pierre Dehaen Miroslav Valach |
| I. Kaznaděj (A. Kitarov, A. Kulakov) – 17:19 A. Kitarov (D. Meleško) – 29:44 A. Filičkin (A. Stas) (PP) – 43:57 A. Ugarov (I. Kaznaděj, J. Kovyršin) – 55:19 | I. Kaznaděj (A. Kitarov, A. Kulakov) – 17:19 A. Kitarov (D. Meleško) – 29:44 A. Filičkin (A. Stas) (PP) – 43:57 A. Ugarov (I. Kaznaděj, J. Kovyršin) – 55:19 | 0:1 1:1 2:1 2:2 3:2 3:3 4:3 | 13:28 – T. Razingar (R. Pajič, G. Kopitar) 41:06 – M. Rodman (D. Rodman) 54:52 – R. Sabolič (Ž. Jeglič, R. Tičar) (PP) | Rozhodčí: Lars Brueggemann Vjačeslav Bulanov Čároví: Pierre Dehaen Miroslav Valach |
| 4 min | 4 min | Tresty                      | 6 min | Rozhodčí: Lars Brueggemann Vjačeslav Bulanov Čároví: Pierre Dehaen Miroslav Valach |
| 17 | 17 | Střely                      | 30 | Rozhodčí: Lars Brueggemann Vjačeslav Bulanov Čároví: Pierre Dehaen Miroslav Valach |

| 5. května 2013 16:15 SELČ | Švýcarsko | 3 : 2 SN (1:0, 0:1, 1:1 – 0:0 – 1:0) | Kanada | Ericsson Globe, Stockholm Návštěvnost: 6 107 |  |

| Report | |                                    | |                                                                                           |
| Martin Gerber | Martin Gerber | Brankáři                           | Mike Smith | Rozhodčí: Vladimír Baluška Konstantin Olenin Čároví: Sergei Šelanin Christopher Woodworth |
| D. Hollenstein (J. Walker, M. Trachsler) – 13:11 N. Niederreiter – 53:14 N. Niederreiter R. Suri R. Gardner M. Plüss A. Ambühl D. Hollenstein S. Bodenmann R. Suri | D. Hollenstein (J. Walker, M. Trachsler) – 13:11 N. Niederreiter – 53:14 N. Niederreiter R. Suri R. Gardner M. Plüss A. Ambühl D. Hollenstein S. Bodenmann R. Suri | 1:0 1:1 1:2 2:2 Samostatné nájezdy | 34:33 – A. Ladd (L. Schenn, S. Stamkos) 47:35 – M. Read (J. Eberle) J. Eberle C. Giroux M. Duchene S. Stamkos M. Duchene J. Eberle M. Read M. Duchene | Rozhodčí: Vladimír Baluška Konstantin Olenin Čároví: Sergei Šelanin Christopher Woodworth |
| 6 min | 6 min | Tresty                             | 8 min | Rozhodčí: Vladimír Baluška Konstantin Olenin Čároví: Sergei Šelanin Christopher Woodworth |
| 29 | 29 | Střely                             | 21 | Rozhodčí: Vladimír Baluška Konstantin Olenin Čároví: Sergei Šelanin Christopher Woodworth |

| 5. května 2013 20:15 SELČ | Norsko | 3 : 2 (1:0, 1:0, 1:2) | Dánsko | Ericsson Globe, Stockholm Návštěvnost: 3 754 |  |

| Report | |                     |                                                                                                |                                                                  |
| Lars Haugen | Lars Haugen | Brankáři            | Patrick Galbraith                                                                              | Rozhodčí: Ian Croft Jyri Ronn Čároví: Chris Carlson Jimmy Dahmen |
| M. Trygg (M. Olimb) – 01:03 A. Bastiansen (M. Ask, A. Bonsaksen) (EA) – 37:05 P. Thoresen (P-Å. Skrøder) – 57:28 | M. Trygg (M. Olimb) – 01:03 A. Bastiansen (M. Ask, A. Bonsaksen) (EA) – 37:05 P. Thoresen (P-Å. Skrøder) – 57:28 | 1:0 2:0 2:1 2:2 3:2 | 45:09 – S. Lassen (Mi. Bødker, M. Christensen) 49:58 – Ma. Bødker (Mi. Bødker, M. Christensen) | Rozhodčí: Ian Croft Jyri Ronn Čároví: Chris Carlson Jimmy Dahmen |
| 14 min | 14 min | Tresty              | 12 min                                                                                         | Rozhodčí: Ian Croft Jyri Ronn Čároví: Chris Carlson Jimmy Dahmen |
| 23 | 23 | Střely              | 29                                                                                             | Rozhodčí: Ian Croft Jyri Ronn Čároví: Chris Carlson Jimmy Dahmen |

| 6. května 2013 16:15 SELČ | Švýcarsko | 5 : 2 (1:0, 1:2, 3:0) | Česko | Ericsson Globe, Stockholm Návštěvnost: 3 537 |  |

| Report | |                             |                                                                            |                                                                             |
| Reto Berra | Reto Berra | Brankáři                    | Alexander Salák                                                            | Rozhodčí: Ian Croft Jyri Rönn Čároví: Sakari Suominen Christopher Woodworth |
| A. Ambühl (R. Gardner, R. Josi) (PP) – 17:56 N. Niederreiter (S. Moser, M. Plüss) – 26:36 S. Moser (M. Plüss) – 45:47 S. Bodenmann (D. Hollenstein, L. Cunti) – 53:22 R. Suri (J. Walker, J. Vauclair) (ENG) – 59:21 | A. Ambühl (R. Gardner, R. Josi) (PP) – 17:56 N. Niederreiter (S. Moser, M. Plüss) – 26:36 S. Moser (M. Plüss) – 45:47 S. Bodenmann (D. Hollenstein, L. Cunti) – 53:22 R. Suri (J. Walker, J. Vauclair) (ENG) – 59:21 | 1:0 2:0 2:1 2:2 3:2 4:2 5:2 | 33:02 – J. Hudler (J. Tlustý, J. Voráček) (PP) 39:12 – J. Hudler (Z. Irgl) | Rozhodčí: Ian Croft Jyri Rönn Čároví: Sakari Suominen Christopher Woodworth |
| 6 min | 6 min | Tresty                      | 4 min                                                                      | Rozhodčí: Ian Croft Jyri Rönn Čároví: Sakari Suominen Christopher Woodworth |
| 31 | 31 | Střely                      | 39                                                                         | Rozhodčí: Ian Croft Jyri Rönn Čároví: Sakari Suominen Christopher Woodworth |

| 6. května 2013 20:15 SELČ | Švédsko | 2 : 1 (0:1, 1:0, 1:0) | Bělorusko | Ericsson Globe, Stockholm Návštěvnost: 10 473 |  |

| Report                                                                 |                                                                        |             |                                |                                                                                |
| Jhonas Enroth                                                          | Jhonas Enroth                                                          | Brankáři    | Dmitrij Milčakov               | Rozhodčí: Keith Kaval Daniel Piechaczek Čároví: André Schrader Miroslav Valach |
| O. Lindberg (S. Kronwall) – 25:40 F. Pettersson (J. Lundqvist) – 51:36 | O. Lindberg (S. Kronwall) – 25:40 F. Pettersson (J. Lundqvist) – 51:36 | 0:1 1:1 2:1 | 17:34 – K. Kolcov (O. Goroško) | Rozhodčí: Keith Kaval Daniel Piechaczek Čároví: André Schrader Miroslav Valach |
| 12 min                                                                 | 12 min                                                                 | Tresty      | 14 min                         | Rozhodčí: Keith Kaval Daniel Piechaczek Čároví: André Schrader Miroslav Valach |
| 29                                                                     | 29                                                                     | Střely      | 21                             | Rozhodčí: Keith Kaval Daniel Piechaczek Čároví: André Schrader Miroslav Valach |

| 7. května 2013 16:15 SELČ | Slovinsko | 2 : 3 P (1:0, 1:1, 0:1 – 0:1) | Dánsko | Ericsson Globe, Stockholm Návštěvnost: 1 051 |  |

| Report                                                                               |                                                                                      |                     | |                                                                                    |
| Robert Kristan                                                                       | Robert Kristan                                                                       | Brankáři            | Simon Nielsen | Rozhodčí: Vladimír Baluška Konstantin Olenin Čároví: Pierre Dehaen Sergej Šeljanin |
| R. Tičar (B. Gregorc, M. Robar) – 06:11 R. Tičar (M. Robar, B. Gregorc) (PP) – 34:41 | R. Tičar (B. Gregorc, M. Robar) – 06:11 R. Tičar (M. Robar, B. Gregorc) (PP) – 34:41 | 1:0 1:1 2:1 2:2 2:3 | 23:34 – K. Staal (M. Lauridsen, M. Madsen) 45:58 – M. Madsen (K. Staal, J. Jensen) (PP) 61:53 – M. Green (P. Larsen) | Rozhodčí: Vladimír Baluška Konstantin Olenin Čároví: Pierre Dehaen Sergej Šeljanin |
| 4 min                                                                                | 4 min                                                                                | Tresty              | 4 min | Rozhodčí: Vladimír Baluška Konstantin Olenin Čároví: Pierre Dehaen Sergej Šeljanin |
| 17                                                                                   | 17                                                                                   | Střely              | 25 | Rozhodčí: Vladimír Baluška Konstantin Olenin Čároví: Pierre Dehaen Sergej Šeljanin |

| 7. května 2013 20:15 SELČ | Kanada | 7 : 1 (4:0, 1:1, 2:0) | Norsko | Ericsson Globe, Stockholm Návštěvnost: 3 678 |  |

| Report | |                                 |                                              |                                                                                 |
| Devan Dubnyk | Devan Dubnyk | Brankáři                        | Lars Volden                                  | Rozhodčí: Lars Brüggemann Vjačeslav Bulanov Čároví: Jimmy Dahmen André Schrader |
| A. Ladd (S. Stamkos) – 04:45 J. Skinner (S. Stamkos) – 13:07 M. Duchene (J. Eberle, S. Robidas) – 16:57 C. Giroux (J. Schultz, S. Stamkos) (PP) – 18:04 T. Hall (J. Eberle) – 22:28 S. Stamkos (C. Giroux, T. J. Brodie) – 44:32 T. Hall (M. Duchene, R. O'Reilly) – 52:35 | A. Ladd (S. Stamkos) – 04:45 J. Skinner (S. Stamkos) – 13:07 M. Duchene (J. Eberle, S. Robidas) – 16:57 C. Giroux (J. Schultz, S. Stamkos) (PP) – 18:04 T. Hall (J. Eberle) – 22:28 S. Stamkos (C. Giroux, T. J. Brodie) – 44:32 T. Hall (M. Duchene, R. O'Reilly) – 52:35 | 1:0 2:0 3:0 4:0 5:0 5:1 6:1 7:1 | 30:24 – K A. Olimb (A. Bastiansen, M. Olimb) | Rozhodčí: Lars Brüggemann Vjačeslav Bulanov Čároví: Jimmy Dahmen André Schrader |
| 6 min | 6 min | Tresty                          | 12 min                                       | Rozhodčí: Lars Brüggemann Vjačeslav Bulanov Čároví: Jimmy Dahmen André Schrader |
| 36 | 36 | Střely                          | 14                                           | Rozhodčí: Lars Brüggemann Vjačeslav Bulanov Čároví: Jimmy Dahmen André Schrader |

| 8. května 2013 16:15 SELČ | Slovinsko | 1 : 7 (1:3, 0:3, 0:1) | Švýcarsko | Ericsson Globe, Stockholm Návštěvnost: 2 132 |  |

| Report                                   |                                          |                                 | |                                                                             |
| Andrej Hočevar Robert Kristan            | Andrej Hočevar Robert Kristan            | Brankáři                        | Martin Gerber | Rozhodčí: Antonín Jeřábek Keith Kaval Čároví: Chris Carlson Miroslav Valach |
| R. Pajič (Ž. Pavlin, K. Pretnar) – 06:13 | R. Pajič (Ž. Pavlin, K. Pretnar) – 06:13 | 1:0 1:1 1:2 1:3 1:4 1:5 1:6 1:7 | 14:59 – S. Bodenmann (L. Cunti, D. Hollenstein) 17:39 – L. Cunti (S. Bodenmann, D. Hollenstein) (PP) 19:23 – D. Hollenstein (S. Bodenmann, L. Cunti) (PP) 31:20 – D. Hollenstein (J. Vauclair, J. Walker) 35:02 – S. Moser (M. Plüss, N. Niederreiter) (PP) 39:53 – A. Ambühl (R. Suri) 44:05 – R. Suri (A. Ambühl, R. Gardner) | Rozhodčí: Antonín Jeřábek Keith Kaval Čároví: Chris Carlson Miroslav Valach |
| 8 min                                    | 8 min                                    | Tresty                          | 4 min | Rozhodčí: Antonín Jeřábek Keith Kaval Čároví: Chris Carlson Miroslav Valach |
| 14                                       | 14                                       | Střely                          | 38 | Rozhodčí: Antonín Jeřábek Keith Kaval Čároví: Chris Carlson Miroslav Valach |

| 8. května 2013 20:15 SELČ | Norsko | 1 : 5 (0:2, 1:0, 0:3) | Švédsko | Ericsson Globe, Stockholm Návštěvnost: 12 293 |  |

| Report            |                   |                         | |                                                                            |
| Lars Haugen       | Lars Haugen       | Brankáři                | Jacob Markström | Rozhodčí: Vladimír Baluška Matt Kirk Čároví: Pierre Dehaen Sakari Suominen |
| M. Holtet – 31:53 | M. Holtet – 31:53 | 0:1 0:2 1:2 1:3 1:4 1:5 | 09:26 – G. Landeskog (D. Axelsson, J. Fransson) 14:00 – L. Eriksson (N. Persson, D. Axelsson) 44:11 – A. Jämtin (J. Fransson) 44:59 – E. Fälth (D. Axelsson, N. Persson) 56:33 – G. Landeskog (S. Hjalmarsson, L. Eriksson) (ENG) | Rozhodčí: Vladimír Baluška Matt Kirk Čároví: Pierre Dehaen Sakari Suominen |
| 16 min            | 16 min            | Tresty                  | 16 min | Rozhodčí: Vladimír Baluška Matt Kirk Čároví: Pierre Dehaen Sakari Suominen |
| 21                | 21                | Střely                  | 48 | Rozhodčí: Vladimír Baluška Matt Kirk Čároví: Pierre Dehaen Sakari Suominen |

| 9. května 2013 16:15 SELČ | Česko | 2 : 1 SN (0:0, 0:0, 1:1 – 0:0 – 1:0) | Dánsko | Ericsson Globe, Stockholm Návštěvnost: 3 359 |  |

| Report                                                                         |                                                                                |                            |                                                                                           |                                                                                 |
| Ondřej Pavelec                                                                 | Ondřej Pavelec                                                                 | Brankáři                   | Simon Nielsen                                                                             | Rozhodčí: Morgan Johansson Daniel Piechaczek Čároví: Chris Carlson Jimmy Dahmen |
| Z. Michálek (P. Hubáček, L. Šmíd) – 45:53 J. Kovář R. Vrbata J. Hudler Z. Irgl | Z. Michálek (P. Hubáček, L. Šmíd) – 45:53 J. Kovář R. Vrbata J. Hudler Z. Irgl | 1:0 1:1 Samostatné nájezdy | 55:55 – M. Poulsen (K. Staal) M. Bødker K. Staal M. Green M. Bødker M. Madsen J. Jakobsen | Rozhodčí: Morgan Johansson Daniel Piechaczek Čároví: Chris Carlson Jimmy Dahmen |
| 6 min                                                                          | 6 min                                                                          | Tresty                     | 14 min                                                                                    | Rozhodčí: Morgan Johansson Daniel Piechaczek Čároví: Chris Carlson Jimmy Dahmen |
| 32                                                                             | 32                                                                             | Střely                     | 19                                                                                        | Rozhodčí: Morgan Johansson Daniel Piechaczek Čároví: Chris Carlson Jimmy Dahmen |

| 9. května 2013 20:15 SELČ | Švédsko | 0 : 3 (0:1, 0:2, 0:0) | Kanada | Ericsson Globe, Stockholm Návštěvnost: 12 500 |  |

| Report                        |                               |             | |                                                                                     |
| Jhonas Enroth Jacob Markström | Jhonas Enroth Jacob Markström | Brankáři    | Mike Smith | Rozhodčí: Konstantin Olenin Jyri Rönn Čároví: Sergej Šeljanin Christopher Woodworth |
|                               |                               | 0:1 0:2 0:3 | 08:56 – S. Stamkos (B. Campbell, J. Schultz) (PP) 20:55 – L. Schenn (M. Read, E. Staal) 33:00 – J. Staal (R. O'Reilly, M. Read) | Rozhodčí: Konstantin Olenin Jyri Rönn Čároví: Sergej Šeljanin Christopher Woodworth |
| 8 min                         | 8 min                         | Tresty      | 8 min | Rozhodčí: Konstantin Olenin Jyri Rönn Čároví: Sergej Šeljanin Christopher Woodworth |
| 33                            | 33                            | Střely      | 27 | Rozhodčí: Konstantin Olenin Jyri Rönn Čároví: Sergej Šeljanin Christopher Woodworth |

| 10. května 2013 16:15 SELČ | Slovinsko | 2 : 4 (2:2, 0:0, 0:2) | Česko | Ericsson Globe, Stockholm Návštěvnost: 1 949 |  |

| Report                                                                       |                                                                              |                         | |                                                                               |
| Robert Kristan                                                               | Robert Kristan                                                               | Brankáři                | Ondřej Pavelec | Rozhodčí: Matt Kirk Konstantin Olenin Čároví: Sakari Suominen Miroslav Valach |
| R. Sabolič (R. Tičar, B. Gregorc) (PP) – 06:21 R. Tičar (R. Sabolič) – 11:47 | R. Sabolič (R. Tičar, B. Gregorc) (PP) – 06:21 R. Tičar (R. Sabolič) – 11:47 | 0:1 1:1 2:1 2:2 2:3 2:4 | 05:39 – P. Koukal (SH) 19:17 – J. Hudler (J. Nakládal, J. Voráček) (PP) 45:58 – Z. Michálek (J. Voráček) (PP) 55:55 – J. Novotný (P. Hubáček, P. Čáslava) (PP) | Rozhodčí: Matt Kirk Konstantin Olenin Čároví: Sakari Suominen Miroslav Valach |
| 10 min                                                                       | 10 min                                                                       | Tresty                  | 10 min | Rozhodčí: Matt Kirk Konstantin Olenin Čároví: Sakari Suominen Miroslav Valach |
| 25                                                                           | 25                                                                           | Střely                  | 35 | Rozhodčí: Matt Kirk Konstantin Olenin Čároví: Sakari Suominen Miroslav Valach |

| 10. května 2013 20:15 SELČ | Bělorusko | 1 : 4 (0:2, 0:1, 1:1) | Kanada | Ericsson Globe, Stockholm Návštěvnost: 4 927 |  |

| Report                           |                                  |                     | |                                                                            |
| Dmitri Milčakov                  | Dmitri Milčakov                  | Brankáři            | Devan Dubnyk | Rozhodčí: Antonín Jeřábek Keith Kaval Čároví: Pierre Dehaen André Schrader |
| A. Jefimenko (A. Demkov) – 55:58 | A. Jefimenko (A. Demkov) – 55:58 | 0:1 0:2 0:3 0:4 1:4 | 11:17 – R. O'Reilly (J. Skinner, J. Staal) 16:59 – A. Ladd (C. Giroux, J. Schultz) (PP) 25:27 – S. Stamkos (C. Giroux, J. Schultz) (PP) 42:35– C. Giroux (S. Stamkos, A. Ladd) (PP) | Rozhodčí: Antonín Jeřábek Keith Kaval Čároví: Pierre Dehaen André Schrader |
| 14 min                           | 14 min                           | Tresty              | 8 min | Rozhodčí: Antonín Jeřábek Keith Kaval Čároví: Pierre Dehaen André Schrader |
| 10                               | 10                               | Střely              | 37 | Rozhodčí: Antonín Jeřábek Keith Kaval Čároví: Pierre Dehaen André Schrader |

| 11. května 2013 12:15 SELČ | Švýcarsko | 4 : 1 (1:0, 1:1, 2:0) | Dánsko | Ericsson Globe, Stockholm Návštěvnost: 3 543 |  |

| Report | |                     |                               |                                                                      |
| Reto Berra | Reto Berra | Brankáři            | Patrick Galbraith             | Rozhodčí: Keith Kaval Matt Kirk Čároví: Jimmy Dahmen Sergej Šeljanin |
| L. Cunti (S. Bodenmann, D. Hollenstein) (PP) – 01:55 R. Gardner (P. von Gunten, R. Josi) (PP) – 31:02 R. Suri (R. Josi, A. Ambühl) – 43:47 N. Niederreiter (J. Vauclair, M. Seger) (PP) – 54:34 | L. Cunti (S. Bodenmann, D. Hollenstein) (PP) – 01:55 R. Gardner (P. von Gunten, R. Josi) (PP) – 31:02 R. Suri (R. Josi, A. Ambühl) – 43:47 N. Niederreiter (J. Vauclair, M. Seger) (PP) – 54:34 | 1:0 2:0 2:1 3:1 4:1 | 33:54 – N. Jensen (S. Lassen) | Rozhodčí: Keith Kaval Matt Kirk Čároví: Jimmy Dahmen Sergej Šeljanin |
| 6 min | 6 min | Tresty              | 8 min                         | Rozhodčí: Keith Kaval Matt Kirk Čároví: Jimmy Dahmen Sergej Šeljanin |
| 27 | 27 | Střely              | 33                            | Rozhodčí: Keith Kaval Matt Kirk Čároví: Jimmy Dahmen Sergej Šeljanin |

| 11. května 2013 16:15 SELČ | Švédsko | 2 : 0 (0:0, 1:0, 1:0) | Slovinsko | Ericsson Globe, Stockholm Návštěvnost: 12 500 |  |

| Report | |          |              |                                                                                    |
| Jhonas Enroth                                                                                             | Jhonas Enroth                                                                                             | Brankáři | Luka Gračnar | Rozhodčí: Vladimír Baluška Daniel Piechaczek Čároví: Pierre Dehaen Miroslav Valach |
| G. Landeskog (J. Fransson, P. Grandberg) – 25:50 F. Pettersson (S. Hjalmarsson, J. Fransson) (PP) – 42:51 | G. Landeskog (J. Fransson, P. Grandberg) – 25:50 F. Pettersson (S. Hjalmarsson, J. Fransson) (PP) – 42:51 | 1:0 2:0  |              | Rozhodčí: Vladimír Baluška Daniel Piechaczek Čároví: Pierre Dehaen Miroslav Valach |
| 8 min | 8 min | Tresty   | 12 min       | Rozhodčí: Vladimír Baluška Daniel Piechaczek Čároví: Pierre Dehaen Miroslav Valach |
| 40 | 40 | Střely   | 21           | Rozhodčí: Vladimír Baluška Daniel Piechaczek Čároví: Pierre Dehaen Miroslav Valach |

| 11. května 2013 20:15 SELČ | Norsko | 3 : 1 (1:0, 1:0, 1:1) | Bělorusko | Ericsson Globe, Stockholm Návštěvnost: 3 115 |  |

| Report | |                 |                                   |                                                                                          |
| Lars Haugen | Lars Haugen | Brankáři        | Vitalij Velinskij                 | Rozhodčí: Morgan Johansson Jyri-Petteri Rönn Čároví: Chris Carlson Christopher Woodworth |
| P.-A. Skrøder (M. Roymark, K. Forsberg) – 03:55 P.-A. Skrøder (M. Trygg, P. Thoresen) – 25:58 A. Bastiansen (K. A. Olimb) (PP) – 54:18 | P.-A. Skrøder (M. Roymark, K. Forsberg) – 03:55 P.-A. Skrøder (M. Trygg, P. Thoresen) – 25:58 A. Bastiansen (K. A. Olimb) (PP) – 54:18 | 1:0 2:0 3:0 3:1 | 58:27 – A. Kulakov (J. Solomonov) | Rozhodčí: Morgan Johansson Jyri-Petteri Rönn Čároví: Chris Carlson Christopher Woodworth |
| 25 min | 25 min | Tresty          | 8 min                             | Rozhodčí: Morgan Johansson Jyri-Petteri Rönn Čároví: Chris Carlson Christopher Woodworth |
| 31 | 31 | Střely          | 19                                | Rozhodčí: Morgan Johansson Jyri-Petteri Rönn Čároví: Chris Carlson Christopher Woodworth |

| 12. května 2013 16:15 SELČ | Kanada | 2 : 1 (1:1, 0:0, 1:0) | Česko | Ericsson Globe, Stockholm Návštěvnost: 6 117 |  |

| Report                                                                        |                                                                               |             |                                         |                                                                                     |
| Mike Smith                                                                    | Mike Smith                                                                    | Brankáři    | Ondřej Pavelec                          | Rozhodčí: Morgan Johansson Marcus Vinnerborg Čároví: Andre Schrader Sakari Suominen |
| W. Simmonds (E. Staal, S. Robinas) (PP) – 11:01 J. Skinner (M. Smith) – 46:55 | W. Simmonds (E. Staal, S. Robinas) (PP) – 11:01 J. Skinner (M. Smith) – 46:55 | 1:0 1:1 2:1 | 17:03 – P. Koukal (M. Hanzal, J. Hejda) | Rozhodčí: Morgan Johansson Marcus Vinnerborg Čároví: Andre Schrader Sakari Suominen |
| 29 min                                                                        | 29 min                                                                        | Tresty      | 14 min                                  | Rozhodčí: Morgan Johansson Marcus Vinnerborg Čároví: Andre Schrader Sakari Suominen |
| 25                                                                            | 25                                                                            | Střely      | 31                                      | Rozhodčí: Morgan Johansson Marcus Vinnerborg Čároví: Andre Schrader Sakari Suominen |

| 12. května 2013 20:15 SELČ | Norsko | 1 : 3 (0:2, 0:1, 1:0) | Švýcarsko | Ericsson Globe, Stockholm Návštěvnost: 3 226 |  |

| Report                                 |                                        |                 | |                                                                           |
| Lars Haugen                            | Lars Haugen                            | Brankáři        | Martin Gerber | Rozhodčí: Martin Fraňo Derek Zalaski Čároví: Jimmy Dahmen Sergej Šeljanin |
| O-K. Tollefsen (M. Trygg) (PP) – 44:14 | O-K. Tollefsen (M. Trygg) (PP) – 44:14 | 0:1 0:2 0:3 1:3 | 06:05 – S. Moser (M. Plüss, M. Seger) 15:33 – R. Josi (A. Ambühl, R. Suri) (SH) 39:35 – P. von Gunten (A. Ambühl, R. Josi) (PP) | Rozhodčí: Martin Fraňo Derek Zalaski Čároví: Jimmy Dahmen Sergej Šeljanin |
| 22 min                                 | 22 min                                 | Tresty          | 16 min | Rozhodčí: Martin Fraňo Derek Zalaski Čároví: Jimmy Dahmen Sergej Šeljanin |
| 17                                     | 17                                     | Střely          | 37 | Rozhodčí: Martin Fraňo Derek Zalaski Čároví: Jimmy Dahmen Sergej Šeljanin |

| 13. května 2013 16:15 SELČ | Dánsko | 3 : 2 (2:0, 1:2, 0:0) | Bělorusko | Ericsson Globe, Stockholm Návštěvnost: 537 |  |

| Report | |                     |                                                                           |                                                                           |
| Simon Nielsen | Simon Nielsen | Brankáři            | Dmitri Milčakov Vital Bjalinski                                           | Rozhodčí: Matt Kirk Jyri Rönn Čároví: Chris Carlson Christopher Woodworth |
| P. Larsen (K. Staal, N. Hardt) – 06:31 N. Jensen (Mi. Bødker, S. Lassen) – 14:57 M. Green (N. Hardt) (SH) – 27:03 | P. Larsen (K. Staal, N. Hardt) – 06:31 N. Jensen (Mi. Bødker, S. Lassen) – 14:57 M. Green (N. Hardt) (SH) – 27:03 | 1:0 2:0 3:0 3:1 3:2 | 32:10 – K. Kolcov (O. Goroško) 36:36 – R. Graborenko (A. Stas, A. Ugarov) | Rozhodčí: Matt Kirk Jyri Rönn Čároví: Chris Carlson Christopher Woodworth |
| 6 min | 6 min | Tresty              | 18 min                                                                    | Rozhodčí: Matt Kirk Jyri Rönn Čároví: Chris Carlson Christopher Woodworth |
| 33 | 33 | Střely              | 19                                                                        | Rozhodčí: Matt Kirk Jyri Rönn Čároví: Chris Carlson Christopher Woodworth |

| 13. května 2013 20:15 SELČ | Kanada | 4 : 3 P (0:2, 2:1, 1:0 – 1:0) | Slovinsko | Ericsson Globe, Stockholm Návštěvnost: 2 184 |  |

| Report | |                             | |                                                                            |
| Devan Dubnyk | Devan Dubnyk | Brankáři                    | Luka Gračnar                                                                                       | Rozhodčí: Antonín Jeřábek Keith Kaval Čároví: Pierre Dehaen André Schrader |
| M. Duchene (J. Harrison, J. Staal) – 22:01 S. Stamkos (J. Staal) – 22:51 B. Dillon (T. Hall, J. Skinner) – 47:09 S. Stamkos (D. Hamhuis, B. Campbell) – 63:36 | M. Duchene (J. Harrison, J. Staal) – 22:01 S. Stamkos (J. Staal) – 22:51 B. Dillon (T. Hall, J. Skinner) – 47:09 S. Stamkos (D. Hamhuis, B. Campbell) – 63:36 | 0:1 0:2 1:2 2:2 2:3 3:3 4:3 | 05:53 – J. Urbas (D. Rodman) 08:36 – J. Urbas (D. Rodman) 27:17 – T. Razingar (L. Tošić, R. Pajič) | Rozhodčí: Antonín Jeřábek Keith Kaval Čároví: Pierre Dehaen André Schrader |
| 4 min | 4 min | Tresty                      | 10 min                                                                                             | Rozhodčí: Antonín Jeřábek Keith Kaval Čároví: Pierre Dehaen André Schrader |
| 39 | 39 | Střely                      | 20                                                                                                 | Rozhodčí: Antonín Jeřábek Keith Kaval Čároví: Pierre Dehaen André Schrader |

| 14. května 2013 12:15 SELČ | Bělorusko | 1 : 4 (0:1, 0:0, 1:3) | Švýcarsko | Ericsson Globe, Stockholm Návštěvnost: 2 206 |  |

| Report                                            |                                                   |                     | |                                                                                        |
| Vital Bjalinski                                   | Vital Bjalinski                                   | Brankáři            | Reto Berra | Rozhodčí: Martin Fraňo Marcus Vinnerborg Čároví: Miroslav Valach Christopher Woodworth |
| J. Kovyršin (V. Andrjušenko, I. Šinkevič) – 41:35 | J. Kovyršin (V. Andrjušenko, I. Šinkevič) – 41:35 | 0:1 1:1 1:2 1:3 1:4 | 01:13 – R. Josi 50:59 – M. Bieber (R. Josi, R. Berra) (PP) 54:00 – J. Walker (M. Bieber) 59:02 – J. Walker (ENG) | Rozhodčí: Martin Fraňo Marcus Vinnerborg Čároví: Miroslav Valach Christopher Woodworth |
| 6 min                                             | 6 min                                             | Tresty              | 8 min | Rozhodčí: Martin Fraňo Marcus Vinnerborg Čároví: Miroslav Valach Christopher Woodworth |
| 21                                                | 21                                                | Střely              | 40 | Rozhodčí: Martin Fraňo Marcus Vinnerborg Čároví: Miroslav Valach Christopher Woodworth |

| 14. května 2013 16:15 SELČ | Česko | 7 : 0 (3:0, 2:0, 2:0) | Norsko | Ericsson Globe, Stockholm Návštěvnost: 2 769 |  |

| Report | |                             |                         |                                                                           |
| Ondřej Pavelec Pavel Francouz | Ondřej Pavelec Pavel Francouz | Brankáři                    | Lars Haugen Lars Volden | Rozhodčí: Morgan Johansson Jyri Rönn Čároví: Jimmy Dahmen Sergej Šeljanin |
| T. Fleischmann (T. Plekanec) (PP) – 01:45 T. Fleischmann (T. Plekanec, J. Tlustý) – 07:18 J. Tlustý (T. Plekanec) – 11:27 M. Hanzal (J. Voráček, J. Hudler) (EA) – 27:56 Z. Michálek (L. Šmíd, P. Hubáček) – 39:59 R. Vrbata (M. Hanzal) – 53:11 Z. Irgl (J. Novotný, P. Hubáček) – 53:32 | T. Fleischmann (T. Plekanec) (PP) – 01:45 T. Fleischmann (T. Plekanec, J. Tlustý) – 07:18 J. Tlustý (T. Plekanec) – 11:27 M. Hanzal (J. Voráček, J. Hudler) (EA) – 27:56 Z. Michálek (L. Šmíd, P. Hubáček) – 39:59 R. Vrbata (M. Hanzal) – 53:11 Z. Irgl (J. Novotný, P. Hubáček) – 53:32 | 1:0 2:0 3:0 4:0 5:0 6:0 7:0 |                         | Rozhodčí: Morgan Johansson Jyri Rönn Čároví: Jimmy Dahmen Sergej Šeljanin |
| 12 min | 12 min | Tresty                      | 4 min                   | Rozhodčí: Morgan Johansson Jyri Rönn Čároví: Jimmy Dahmen Sergej Šeljanin |
| 36 | 36 | Střely                      | 17                      | Rozhodčí: Morgan Johansson Jyri Rönn Čároví: Jimmy Dahmen Sergej Šeljanin |

| 14. května 2013 20:15 SELČ | Dánsko | 2 : 4 (1:0, 1:1, 0:3) | Švédsko | Ericsson Globe, Stockholm Návštěvnost: 11 568 |  |

| Report                                                                       |                                                                              |                         | |                                                                               |
| Patrick Galbraithg                                                           | Patrick Galbraithg                                                           | Brankáři                | Jacob Markström | Rozhodčí: Antonín Jeřábek Derek Zaleski Čároví: Chris Carlson Sakari Suominen |
| M. Madsen (K. Starkov) – 07:40 K. Starkov (M. Madsen, M. Green) (EA) – 36:04 | M. Madsen (K. Starkov) – 07:40 K. Starkov (M. Madsen, M. Green) (EA) – 36:04 | 1:0 1:1 2:1 2:2 2:3 2:4 | 24:30 – D. Sedin (L. Eriksson, H. Sedin) 40:22 – H. Sedin (L. Eriksson, D. Sedin) 41:36 – M. Thörnberg (O. Lindberg, F. Pettersson) 50:45 – M. Thörnberg (F. Pettersson, A. Edler) | Rozhodčí: Antonín Jeřábek Derek Zaleski Čároví: Chris Carlson Sakari Suominen |
| 8 min                                                                        | 8 min                                                                        | Tresty                  | 16 min | Rozhodčí: Antonín Jeřábek Derek Zaleski Čároví: Chris Carlson Sakari Suominen |
| 28                                                                           | 28                                                                           | Střely                  | 41 | Rozhodčí: Antonín Jeřábek Derek Zaleski Čároví: Chris Carlson Sakari Suominen |

### Skupina B (Helsinky)

#### Tabulka
|  | Týmy postupující do čtvrtfinále |
|  | Tým sestupující do Divize 1     |

| Poř. | Tým       | Z | V | VP | PP | P | GV | GI | +/- | B  |
| ---- | --------- | - | - | -- | -- | - | -- | -- | --- | -- |
| 1.   | Finsko    | 7 | 4 | 2  | 0  | 1 | 23 | 14 | +9  | 16 |
| 2.   | Rusko     | 7 | 5 | 0  | 0  | 2 | 29 | 14 | +15 | 15 |
| 3.   | USA       | 7 | 5 | 0  | 0  | 2 | 24 | 16 | +8  | 15 |
| 4.   | Slovensko | 7 | 3 | 0  | 1  | 3 | 18 | 17 | +1  | 10 |
| 5.   | Německo   | 7 | 2 | 1  | 1  | 3 | 13 | 16 | −3  | 9  |
| 6.   | Lotyšsko  | 7 | 2 | 0  | 1  | 4 | 14 | 25 | −11 | 7  |
| 7.   | Francie   | 7 | 2 | 0  | 1  | 4 | 13 | 21 | −8  | 7  |
| 8.   | Rakousko  | 7 | 1 | 1  | 0  | 5 | 18 | 29 | −11 | 5  |

#### Zápasy
| 3. května 2013 15:15 SELČ | Francie | 2 : 6 (0:1, 0:2, 2:3) | Slovensko | Hartwall Arena, Helsinky Návštěvnost: 6 966 |  |

| Report                                                                                       |                                                                                              |                                 | |                                                                       |
| Cristobal Huet Fabrice Lhenry                                                                | Cristobal Huet Fabrice Lhenry                                                                | Brankáři                        | Rastislav Staňa | Rozhodčí: Brent Reiber Derek Zalaski Čároví: Jon Killian Jesse Wilmot |
| D. Raux (T. Bozon, C. Bertrand) – 45:32 D. Fleury (P.-É. Bellemare, S. Treille) (PP) – 51:58 | D. Raux (T. Bozon, C. Bertrand) – 45:32 D. Fleury (P.-É. Bellemare, S. Treille) (PP) – 51:58 | 0:1 0:2 0:3 0:4 0:5 1:5 2:5 2:6 | 08:28 – M. Miklík (T. Záborský) 25:27 – P. Ölvecký (M. Ďaloga) 28:34 – T. Záborský (R. Kukumberg) 43:50 – B. Radivojevič (T. Kopecký, M. Bližňák) (PP) 44:40 – M. Šatan (L. Hudáček, M. Jurčina) (PP) 58:57 – L. Hudáček (A. Sekera, R. Kukumberg) | Rozhodčí: Brent Reiber Derek Zalaski Čároví: Jon Killian Jesse Wilmot |
| 8 min                                                                                        | 8 min                                                                                        | Tresty                          | 8 min | Rozhodčí: Brent Reiber Derek Zalaski Čároví: Jon Killian Jesse Wilmot |
| 26                                                                                           | 26                                                                                           | Střely                          | 37 | Rozhodčí: Brent Reiber Derek Zalaski Čároví: Jon Killian Jesse Wilmot |

| 3. května 2013 19:15 SELČ | Finsko | 4 : 3 P (1:0, 1:1, 1:2 – 1:0) | Německo | Hartwall Arena, Helsinky Návštěvnost: 12 115 |  |

| Report | |                             | |                                                                 |
| Joni Ortio | Joni Ortio | Brankáři                    | Rob Zepp | Rozhodčí: Martin Fraňo Matt Kirk Čároví: Roger Arm Ivan Děďulja |
| P. Kontiola (J. Aaltonen, J. Pesonen) (PP) – 10:22 J. Pesonen (J. Hietanen, P. Kontiola) (PP) – 39:27 P. Kontiola (J. Pesonen) – 58:31 S. Salminen – 61:58 | P. Kontiola (J. Aaltonen, J. Pesonen) (PP) – 10:22 J. Pesonen (J. Hietanen, P. Kontiola) (PP) – 39:27 P. Kontiola (J. Pesonen) – 58:31 S. Salminen – 61:58 | 1:0 1:1 2:1 2:2 2:3 3:3 4:3 | 30:21 – F. Schütz (M. Goc, A. Rankel) 42:34 – C. Ehrhoff (M. Goc) (PP) 56:55 – T. Ankert (M. Goc, P. Gogulla) | Rozhodčí: Martin Fraňo Matt Kirk Čároví: Roger Arm Ivan Děďulja |
| 6 min | 6 min | Tresty                      | 18 min | Rozhodčí: Martin Fraňo Matt Kirk Čároví: Roger Arm Ivan Děďulja |
| 38 | 38 | Střely                      | 18 | Rozhodčí: Martin Fraňo Matt Kirk Čároví: Roger Arm Ivan Děďulja |

| 4. května 2013 11:15 SELČ | USA | 5 : 3 (1:2, 4:1, 0:0) | Rakousko | Hartwall Arena, Helsinky Návštěvnost: 8 202 |  |

| Report | |                                 | |                                                                            |
| Ben Bishop | Ben Bishop | Brankáři                        | Bernhard Starkbaum                                                                                            | Rozhodčí: Morgan Johansson Aleksi Rantala Čároví: Petr Blümel Ivan Děďulja |
| D. Moss (J. Faulk, P. Stastny) (PP) – 10:02 E. Johnson (N. Bjugstad, D. Kristo) – 23:38 T. Stapleton (D. LeBlanc, J. Faulk) – 29:31 A. Palushaj (D. Kristo, N. Bjugstad) – 30:57 E. Johnson (PP) – 38:32 | D. Moss (J. Faulk, P. Stastny) (PP) – 10:02 E. Johnson (N. Bjugstad, D. Kristo) – 23:38 T. Stapleton (D. LeBlanc, J. Faulk) – 29:31 A. Palushaj (D. Kristo, N. Bjugstad) – 30:57 E. Johnson (PP) – 38:32 | 0:1 0:2 1:2 2:2 3:2 4:2 4:3 5:3 | 04:58 – M. Latusa (T. Hundertpfund) 05:38 – D. Welser (M. Iberer) 33:21 – D. Schuller (M. Peintner, R. Lukas) | Rozhodčí: Morgan Johansson Aleksi Rantala Čároví: Petr Blümel Ivan Děďulja |
| 2 min | 2 min | Tresty                          | 6 min | Rozhodčí: Morgan Johansson Aleksi Rantala Čároví: Petr Blümel Ivan Děďulja |
| 29 | 29 | Střely                          | 21 | Rozhodčí: Morgan Johansson Aleksi Rantala Čároví: Petr Blümel Ivan Děďulja |

| 4. května 2013 15:15 SELČ | Rusko | 6 : 0 (1:0, 3:0, 2:0) | Lotyšsko | Hartwall Arena, Helsinky Návštěvnost: 5 293 |  |

| Report | |                         |                               |                                                                          |
| Ilja Bryzgalov | Ilja Bryzgalov | Brankáři                | Māris Jučers Edgars Masaļskis | Rozhodčí: Brent Reiber Derek Zalaski Čároví: Sirko Hunnius Johannes Käck |
| J. Birjukov (S. Soin, A. Svitov) – 13:03 J. Medveděv (K. Petrov) – 28:44 A. Radulov (I. Kovalčuk, J. Birjukov) – 32:59 J. Rjasenskij (A. Pěrožogin, A. Belov) – 38:55 I. Kovalčuk (A. Loktionov) – 40:17 K. Petrov (A. Těreščenko, J. Medveděv) (PP) – 44:11 | J. Birjukov (S. Soin, A. Svitov) – 13:03 J. Medveděv (K. Petrov) – 28:44 A. Radulov (I. Kovalčuk, J. Birjukov) – 32:59 J. Rjasenskij (A. Pěrožogin, A. Belov) – 38:55 I. Kovalčuk (A. Loktionov) – 40:17 K. Petrov (A. Těreščenko, J. Medveděv) (PP) – 44:11 | 1:0 2:0 3:0 4:0 5:0 6:0 |                               | Rozhodčí: Brent Reiber Derek Zalaski Čároví: Sirko Hunnius Johannes Käck |
| 4 min | 4 min | Tresty                  | 31 min                        | Rozhodčí: Brent Reiber Derek Zalaski Čároví: Sirko Hunnius Johannes Käck |
| 34 | 34 | Střely                  | 15                            | Rozhodčí: Brent Reiber Derek Zalaski Čároví: Sirko Hunnius Johannes Käck |

| 4. května 2013 19:15 SELČ | Finsko | 2 : 0 (1:0, 0:0, 1:0) | Slovensko | Hartwall Arena, Helsinky Návštěvnost: 12 078 |  |

| Report                                                            |                                                                   |          |                 |                                                                                 |
| Antti Raanta                                                      | Antti Raanta                                                      | Brankáři | Rastislav Staňa | Rozhodčí: Antonín Jeřábek Marcus Vinnerborg Čároví: Roger Arm Jonathan Morisson |
| J. Aaltonen (P. Kontiola, S. Lepistö) – 11:28 P. Kontiola – 42:09 | J. Aaltonen (P. Kontiola, S. Lepistö) – 11:28 P. Kontiola – 42:09 | 1:0 2:0  |                 | Rozhodčí: Antonín Jeřábek Marcus Vinnerborg Čároví: Roger Arm Jonathan Morisson |
| 10 min                                                            | 10 min                                                            | Tresty   | 8 min           | Rozhodčí: Antonín Jeřábek Marcus Vinnerborg Čároví: Roger Arm Jonathan Morisson |
| 23                                                                | 23                                                                | Střely   | 36              | Rozhodčí: Antonín Jeřábek Marcus Vinnerborg Čároví: Roger Arm Jonathan Morisson |

| 5. května 2013 11:15 SELČ | Francie | 3 : 1 (2:0, 1:0, 0:1) | Rakousko | Hartwall Arena, Helsinky Návštěvnost: 3 471 |  |

| Report                                                                                              | |                 |                                              |                                                                            |
| Cristobal Huet                                                                                      | Cristobal Huet                                                                                      | Brankáři        | Bernhard Starkbaum                           | Rozhodčí: Martin Fraňo Marcus Vinnerborg Čároví: Petr Blümel Sirko Hunnius |
| D. Fleury – 03:36 T. Da Costa (A. Roussel, B. Henderson) – 04:17 J. Desrosiers (L. Meunier) – 37:10 | D. Fleury – 03:36 T. Da Costa (A. Roussel, B. Henderson) – 04:17 J. Desrosiers (L. Meunier) – 37:10 | 1:0 2:0 3:0 3:1 | 47:23 – T. Vanek (M. Peintner, T. Pöck) (EA) | Rozhodčí: Martin Fraňo Marcus Vinnerborg Čároví: Petr Blümel Sirko Hunnius |
| 4 min                                                                                               | 4 min                                                                                               | Tresty          | 4 min                                        | Rozhodčí: Martin Fraňo Marcus Vinnerborg Čároví: Petr Blümel Sirko Hunnius |
| 26                                                                                                  | 26                                                                                                  | Střely          | 36                                           | Rozhodčí: Martin Fraňo Marcus Vinnerborg Čároví: Petr Blümel Sirko Hunnius |

| 5. května 2013 15:15 SELČ | Německo | 1 : 4 (0:0, 0:2, 1:2) | Rusko | Hartwall Arena, Helsinky Návštěvnost: 3 705 |  |

| Report                                      |                                             |                     | |                                                                                 |
| Dennis Endras                               | Dennis Endras                               | Brankáři            | Semjon Varlamov | Rozhodčí: Morgan Johansson Aleksi Rantala Čároví: Jon Killian Jonathan Morisson |
| J. Tripp (M. Wolf, C. Ehrhoff) (PP) – 45:03 | J. Tripp (M. Wolf, C. Ehrhoff) (PP) – 45:03 | 0:1 0:2 1:2 1:3 1:4 | 23:20 – I. Kovalčuk (J. Medveděv) 30:09 – I. Kovalčuk (A. Radulov) 58:20 – I. Kovalčuk (A. Radulov, J. Medveděv) 59:39 – D. Kokarev (S. Soin, A. Svitov) (ENG) | Rozhodčí: Morgan Johansson Aleksi Rantala Čároví: Jon Killian Jonathan Morisson |
| 2 min                                       | 2 min                                       | Tresty              | 10 min | Rozhodčí: Morgan Johansson Aleksi Rantala Čároví: Jon Killian Jonathan Morisson |
| 27                                          | 27                                          | Střely              | 26 | Rozhodčí: Morgan Johansson Aleksi Rantala Čároví: Jon Killian Jonathan Morisson |

| 5. května 2013 19:15 SELČ | Lotyšsko | 1 : 4 (0:0, 1:2, 0:2) | USA | Hartwall Arena, Helsinky Návštěvnost: 5 048 |  |

| Report                                    |                                           |                     | |                                                                        |
| Edgars Masalskis                          | Edgars Masalskis                          | Brankáři            | Ben Bishop | Rozhodčí: Antonín Jeřábek Matt Kirk Čároví: Johannes Kack Jesse Wilmot |
| A. Kulda (J. Sprukts, L. Dārziņš) – 21:11 | A. Kulda (J. Sprukts, L. Dārziņš) – 21:11 | 1:0 1:1 1:2 1:3 1:4 | 22:11 – T. Stapleton (B. Butler) 24:21 – D. Moss (P. Stastny, J. Trouba) (PP) 50:55 – B. Butler (T. Stapleton, E. Johnson) (PP) 52:21 – M. Hunwick (P. Stastny, C. Smith) | Rozhodčí: Antonín Jeřábek Matt Kirk Čároví: Johannes Kack Jesse Wilmot |
| 14 min                                    | 14 min                                    | Tresty              | 12 min | Rozhodčí: Antonín Jeřábek Matt Kirk Čároví: Johannes Kack Jesse Wilmot |
| 20                                        | 20                                        | Střely              | 26 | Rozhodčí: Antonín Jeřábek Matt Kirk Čároví: Johannes Kack Jesse Wilmot |

| 6. května 2013 15:15 SELČ | Německo | 2 : 3 (1:0, 0:1, 1:2) | Slovensko | Hartwall Arena, Helsinky Návštěvnost: 5 078 |  |

| Report                                                                   |                                                                          |                     | |                                                                    |
| Rob Zepp                                                                 | Rob Zepp                                                                 | Brankáři            | Rastislav Staňa | Rozhodčí: Martin Fraňo Brent Reiber Čároví: Roger Arm Ivan Děďulja |
| M. Wolf (N. Goc, P. Gogulla) – 04:01 M. Kink (J. Tripp, B. Kohl) – 43:01 | M. Wolf (N. Goc, P. Gogulla) – 04:01 M. Kink (J. Tripp, B. Kohl) – 43:01 | 1:0 1:1 2:1 2:2 2:3 | 33:30 – M. Bližňák (M. Sersen) 45:41 – T. Záborský (V. Mihálik, R. Kukumberg) 52:46 – T. Záborský (J. Stümpel, R. Kukumberg) | Rozhodčí: Martin Fraňo Brent Reiber Čároví: Roger Arm Ivan Děďulja |
| 2 min                                                                    | 2 min                                                                    | Tresty              | 4 min | Rozhodčí: Martin Fraňo Brent Reiber Čároví: Roger Arm Ivan Děďulja |
| 32                                                                       | 32                                                                       | Střely              | 33 | Rozhodčí: Martin Fraňo Brent Reiber Čároví: Roger Arm Ivan Děďulja |

| 6. května 2013 19:15 SELČ | Finsko | 3 : 1 (0:0, 2:0, 1:1) | Francie | Hartwall Arena, Helsinky Návštěvnost: 12 158 |  |

| Report | |                 |                                                 |                                                                    |
| Joni Ortio | Joni Ortio | Brankáři        | Fabrice Lhenry Florian Hardy                    | Rozhodčí: Matt Kirk Derek Zalaski Čároví: Jon Killian Jesse Wilmot |
| J. Pesonen (J. Aaltonen, P. Kontiola) (PP) – 34:41 J. Aaltonen (P. Kontiola, J. Hietanen) – 35:19 V. Viitaluoma (O. Väänänen, A. Pihlström) – 48:36 | J. Pesonen (J. Aaltonen, P. Kontiola) (PP) – 34:41 J. Aaltonen (P. Kontiola, J. Hietanen) – 35:19 V. Viitaluoma (O. Väänänen, A. Pihlström) – 48:36 | 1:0 2:0 2:1 3:1 | 40:43 – P.-É. Bellemare (S. Treille, D. Fleury) | Rozhodčí: Matt Kirk Derek Zalaski Čároví: Jon Killian Jesse Wilmot |
| 12 min | 12 min | Tresty          | 12 min                                          | Rozhodčí: Matt Kirk Derek Zalaski Čároví: Jon Killian Jesse Wilmot |
| 22 | 22 | Střely          | 22                                              | Rozhodčí: Matt Kirk Derek Zalaski Čároví: Jon Killian Jesse Wilmot |

| 7. května 2013 15:15 SELČ | Rakousko | 6 : 3 (2:1, 2:1, 2:1) | Lotyšsko | Hartwall Arena, Helsinky Návštěvnost: 3 051 |  |

| Report | |                                     | |                                                                                   |
| Bernhard Starkbaum | Bernhard Starkbaum | Brankáři                            | Edgars Masaļskis | Rozhodčí: Morgan Johansson Aleksi Rantala Čároví: Sirko Hunnius Jonathan Morisson |
| F. Iberer (T. Hundertpfund) – 13:45 A. Lakos (M. Latusa, G. Baumgartner) (PP) – 17:09 T. Vanek – 23:05 M. Altmann (D. Welser, A. Kristler) – 26:58 M. Raffl (T. Hundertpfund) – 49:42 D. Oberkofler (T. Pöck, D. Schuller) – 56:50 | F. Iberer (T. Hundertpfund) – 13:45 A. Lakos (M. Latusa, G. Baumgartner) (PP) – 17:09 T. Vanek – 23:05 M. Altmann (D. Welser, A. Kristler) – 26:58 M. Raffl (T. Hundertpfund) – 49:42 D. Oberkofler (T. Pöck, D. Schuller) – 56:50 | 0:1 1:1 2:1 3:1 4:1 4:2 4:3 5:3 6:3 | 03:52 – A. Bērziņš (R. Ķēniņš, G. Meija) 38:08 – A. Saviels (J. Andersons, M. Indrašis) 40:52 – L. Dārziņš (M. Cipulis) (PP) | Rozhodčí: Morgan Johansson Aleksi Rantala Čároví: Sirko Hunnius Jonathan Morisson |
| 6 min | 6 min | Tresty                              | 8 min | Rozhodčí: Morgan Johansson Aleksi Rantala Čároví: Sirko Hunnius Jonathan Morisson |
| 25 | 25 | Střely                              | 39 | Rozhodčí: Morgan Johansson Aleksi Rantala Čároví: Sirko Hunnius Jonathan Morisson |

| 7. května 2013 19:15 SELČ | Rusko | 5 : 3 (2:2, 1:1, 2:0) | USA | Hartwall Arena, Helsinky Návštěvnost: 6 038 |  |

| Report | |                                 |                                                                                                   |                                                                               |
| Ilja Bryzgalov | Ilja Bryzgalov | Brankáři                        | Ben Bishop                                                                                        | Rozhodčí: Antonín Jeřábek Marcus Vinnerborg Čároví: Petr Blümel Johannes Käck |
| A. Bělov (D. Děnisov, A. Anisimov) – 05:23 I. Kovalčuk (I. Nikulin, A. Radulov) – 14:04 A. Těreščenko (S. Mozjakin, K. Petrov) – 31:19 J. Medvěděv (S. Mozjakin, A. Těreščenko) – 53:35 A. Radulov (I. Kovalčuk) (PP) – 55:27 | A. Bělov (D. Děnisov, A. Anisimov) – 05:23 I. Kovalčuk (I. Nikulin, A. Radulov) – 14:04 A. Těreščenko (S. Mozjakin, K. Petrov) – 31:19 J. Medvěděv (S. Mozjakin, A. Těreščenko) – 53:35 A. Radulov (I. Kovalčuk) (PP) – 55:27 | 1:0 1:1 1:2 2:2 2:3 3:3 4:3 5:3 | 10:58 – P. Stastny (C. Smith) 13:28 – P. Stastny (J. Faulk) (PP) 27:09 – M. Hunwick (A. Palushaj) | Rozhodčí: Antonín Jeřábek Marcus Vinnerborg Čároví: Petr Blümel Johannes Käck |
| 8 min | 8 min | Tresty                          | 18 min                                                                                            | Rozhodčí: Antonín Jeřábek Marcus Vinnerborg Čároví: Petr Blümel Johannes Käck |
| 30 | 30 | Střely                          | 22                                                                                                | Rozhodčí: Antonín Jeřábek Marcus Vinnerborg Čároví: Petr Blümel Johannes Käck |

| 8. května 2013 15:15 SELČ | Rakousko | 0 : 2 (0:0, 0:1, 0:1) | Německo | Hartwall Arena, Helsinky Návštěvnost: 6 820 |  |

| Report             |                    |          |                                           |                                                                     |
| Bernhard Starkbaum | Bernhard Starkbaum | Brankáři | Rob Zepp                                  | Rozhodčí: Vjačeslav Bulanov Ian Croft Čároví: Roger Arm Jon Killian |
|                    |                    | 0:1 0:2  | 37:00 – M. Kink 59:51 – M. Kink (SH, ENG) | Rozhodčí: Vjačeslav Bulanov Ian Croft Čároví: Roger Arm Jon Killian |
| 8 min              | 8 min              | Tresty   | 16 min                                    | Rozhodčí: Vjačeslav Bulanov Ian Croft Čároví: Roger Arm Jon Killian |
| 27                 | 27                 | Střely   | 35                                        | Rozhodčí: Vjačeslav Bulanov Ian Croft Čároví: Roger Arm Jon Killian |

| 8. května 2013 19:15 SELČ | USA | 4 : 1 (1:1, 0:0, 3:0) | Finsko | Hartwall Arena, Helsinky Návštěvnost: 12 484 |  |

| Report | |                     |                                                 |                                                                          |
| John Gibson | John Gibson | Brankáři            | Antti Raanta                                    | Rozhodčí: Lars Brüggemann Brent Reiber Čároví: Ivan Děďulja Jesse Wilmot |
| C. Smith (D. Moss, C. Butler) – 17:36 C. Smith (P. Stastny, J. Faulk) (PP) – 43:22 S. Gionta (N. Thompson) – 51:29 C. Smith (P. Stastny, D. Moss) (ENG) – 59:18 | C. Smith (D. Moss, C. Butler) – 17:36 C. Smith (P. Stastny, J. Faulk) (PP) – 43:22 S. Gionta (N. Thompson) – 51:29 C. Smith (P. Stastny, D. Moss) (ENG) – 59:18 | 0:1 1:1 2:1 3:1 4:1 | 05:53 – J. Koskiranta (J. Pesonen, J. Hietanen) | Rozhodčí: Lars Brüggemann Brent Reiber Čároví: Ivan Děďulja Jesse Wilmot |
| 12 min | 12 min | Tresty              | 8 min                                           | Rozhodčí: Lars Brüggemann Brent Reiber Čároví: Ivan Děďulja Jesse Wilmot |
| 25 | 25 | Střely              | 32                                              | Rozhodčí: Lars Brüggemann Brent Reiber Čároví: Ivan Děďulja Jesse Wilmot |

| 9. května 2013 15:15 SELČ | Rusko | 1 : 2 (0:0, 1:2, 0:0) | Francie | Hartwall Arena, Helsinky Návštěvnost: 3 173 |  |

| Report                                    |                                           |             |                                                                          |                                                                             |
| Vasilij Košečkin                          | Vasilij Košečkin                          | Brankáři    | Florian Hardy                                                            | Rozhodčí: Martin Fraňo Aleksi Rantala Čároví: Pierre Dehaen Sakari Suominen |
| A. Pěrožogin (A. Popov, A. Belov) – 26:57 | A. Pěrožogin (A. Popov, A. Belov) – 26:57 | 1:0 1:1 1:2 | 29:52 – D. Fleury (P.-É. Bellemare, K. Hecquefeuille) 36:48 – A. Roussel | Rozhodčí: Martin Fraňo Aleksi Rantala Čároví: Pierre Dehaen Sakari Suominen |
| 4 min                                     | 4 min                                     | Tresty      | 6 min                                                                    | Rozhodčí: Martin Fraňo Aleksi Rantala Čároví: Pierre Dehaen Sakari Suominen |
| 29                                        | 29                                        | Střely      | 19                                                                       | Rozhodčí: Martin Fraňo Aleksi Rantala Čároví: Pierre Dehaen Sakari Suominen |

| 9. května 2013 19:15 SELČ | Slovensko | 3 : 5 (1:3, 1:1, 1:1) | Lotyšsko | Hartwall Arena, Helsinky Návštěvnost: 3 124 |  |

| Report | |                                 | |                                                                             |
| Rastislav Staňa Jaroslav Janus | Rastislav Staňa Jaroslav Janus | Brankáři                        | Kristers Gudļevskis | Rozhodčí: Marcus Vinnerborg Derek Zalaski Čároví: Petr Blümel Johannes Käck |
| T. Záborský (R. Kukumberg, M. Miklík) – 01:23 T. Surový (B. Mezei, M. Daňo) – 36:09 T. Surový (R. Vydarený, M. Jurčina) (PP) – 59:38 | T. Záborský (R. Kukumberg, M. Miklík) – 01:23 T. Surový (B. Mezei, M. Daňo) – 36:09 T. Surový (R. Vydarený, M. Jurčina) (PP) – 59:38 | 0:1 1:1 1:2 1:3 2:3 2:4 2:5 3:5 | 00:15 – M. Cipulis (J. Sprukts) 13:00 – L. Dārziņš (PS) 17:24 – Z. Girgensons (A. Kulda) (PP) 38:50 – L. Dārziņš 40:25 – L. Dārziņš | Rozhodčí: Marcus Vinnerborg Derek Zalaski Čároví: Petr Blümel Johannes Käck |
| 14 min | 14 min | Tresty                          | 8 min | Rozhodčí: Marcus Vinnerborg Derek Zalaski Čároví: Petr Blümel Johannes Käck |
| 27 | 27 | Střely                          | 24 | Rozhodčí: Marcus Vinnerborg Derek Zalaski Čároví: Petr Blümel Johannes Käck |

| 10. května 2013 15:15 SELČ | Slovensko | 1 : 2 SN (1:0, 0:1, 0:0 – 0:0 – 0:1) | Rakousko | Hartwall Arena, Helsinky Návštěvnost: 8 449 |  |

| Report                                                                        |                                                                               |                            |                                                                            |                                                                         |
| Rastislav Staňa                                                               | Rastislav Staňa                                                               | Brankáři                   | Bernhard Starkbaum                                                         | Rozhodčí: Lars Brüggemann Martin Fraňo Čároví: Ivan Děďulja Jon Killian |
| T. Surový (M. Sersen, B. Radivojevič) – 09:00 M. Bližňák T. Záborský M. Šatan | T. Surový (M. Sersen, B. Radivojevič) – 09:00 M. Bližňák T. Záborský M. Šatan | 1:0 1:1 Samostatné nájezdy | 33:17 – G. Unterluggauer (G. Baumgartner, D. Oberkofler) M. Raffl T. Vanek | Rozhodčí: Lars Brüggemann Martin Fraňo Čároví: Ivan Děďulja Jon Killian |
| 8 min                                                                         | 8 min                                                                         | Tresty                     | 6 min                                                                      | Rozhodčí: Lars Brüggemann Martin Fraňo Čároví: Ivan Děďulja Jon Killian |
| 43                                                                            | 43                                                                            | Střely                     | 35                                                                         | Rozhodčí: Lars Brüggemann Martin Fraňo Čároví: Ivan Děďulja Jon Killian |

| 10. května 2013 19:15 SELČ | Rusko | 2 : 3 (0:1, 1:2, 1:0) | Finsko | Hartwall Arena, Helsinky Návštěvnost: 12 383 |  |

| Report                                                                                     |                                                                                            |                     | |                                                                              |
| Semjon Varlamov                                                                            | Semjon Varlamov                                                                            | Brankáři            | Antti Raanta | Rozhodčí: Ian Croft Marcus Vinnerborg Čároví: Jonathan Morisson Jesse Wilmot |
| A. Radulov (I. Kovalčuk) (PP) – 23:37 I. Kovalčuk (A. Těreščenko, I. Nikulin) (EA) – 58:12 | A. Radulov (I. Kovalčuk) (PP) – 23:37 I. Kovalčuk (A. Těreščenko, I. Nikulin) (EA) – 58:12 | 0:1 1:1 1:2 1:3 2:3 | 03:22 – P. Kontiola (J. Aaltonen, S. Lepistö) 27:21 – P. Kontiola (S. Lepistö) 36:00 – J. Aaltonen (J. Pesonen) (PP) | Rozhodčí: Ian Croft Marcus Vinnerborg Čároví: Jonathan Morisson Jesse Wilmot |
| 35 min                                                                                     | 35 min                                                                                     | Tresty              | 41 min | Rozhodčí: Ian Croft Marcus Vinnerborg Čároví: Jonathan Morisson Jesse Wilmot |
| 36                                                                                         | 36                                                                                         | Střely              | 24 | Rozhodčí: Ian Croft Marcus Vinnerborg Čároví: Jonathan Morisson Jesse Wilmot |

| 11. května 2013 11:15 SELČ | USA | 4 : 2 (2:0, 0:1, 2:1) | Francie | Hartwall Arena, Helsinky Návštěvnost: 7 458 |  |

| Report | |                         |                                                                                                 |                                                                          |
| Ben Bishop | Ben Bishop | Brankáři                | Cristobal Huet                                                                                  | Rozhodčí: Lars Brüggemann Aleksi Rantala Čároví: Roger Arm Johannes Käck |
| S. Gionta (M. Carle) – 07:08 B. Butler (D. LeBlanc, T. Stapleton) – 17:17 P. Stastny (C. Smith, T. Stapleton) – 51:37 D. Moss (J. Faulk, J. McBain) (PP) – 53:23 | S. Gionta (M. Carle) – 07:08 B. Butler (D. LeBlanc, T. Stapleton) – 17:17 P. Stastny (C. Smith, T. Stapleton) – 51:37 D. Moss (J. Faulk, J. McBain) (PP) – 53:23 | 1:0 2:0 2:1 3:1 4:1 4:2 | 28:24 – K. Hecquefeuille (P.-É. Bellemare) (PP2) 58:30 – Y. Treille (J. Desrosiers, L. Meunier) | Rozhodčí: Lars Brüggemann Aleksi Rantala Čároví: Roger Arm Johannes Käck |
| 8 min | 8 min | Tresty                  | 12 min                                                                                          | Rozhodčí: Lars Brüggemann Aleksi Rantala Čároví: Roger Arm Johannes Käck |
| 36 | 36 | Střely                  | 17                                                                                              | Rozhodčí: Lars Brüggemann Aleksi Rantala Čároví: Roger Arm Johannes Käck |

| 11. května 2013 15:15 SELČ | Finsko | 7 : 2 (2:0, 1:0, 4:2) | Rakousko | Hartwall Arena, Helsinky Návštěvnost: 12 121 |  |

| Report | |                                     |                                                                              |                                                                             |
| Joni Ortio | Joni Ortio | Brankáři                            | Bernhard Starkbaum                                                           | Rozhodčí: Vjačeslav Bulanov Derek Zalaski Čároví: Petr Blümel Sirko Hunnius |
| A. Pihlström (O. Väänänen, J. Jalasvaara) – 04:23 V.-M. Savinainen (P. Kontiola, J. Aaltonen) – 08:18 P. Kontiola (S. Lepistö) (PP2) – 27:48 L. Korpikoski (J. Koskiranta, T. Laakso) (PP) – 49:26 N. Hagman (J.-P. Hytönen, M. Anttila) – 50:22 J. Koskiranta (L. Korpikoski) – 55:23 V.-M. Savinainen (P. Kontiola, J. Aaltonen) (PP) – 57:21 | A. Pihlström (O. Väänänen, J. Jalasvaara) – 04:23 V.-M. Savinainen (P. Kontiola, J. Aaltonen) – 08:18 P. Kontiola (S. Lepistö) (PP2) – 27:48 L. Korpikoski (J. Koskiranta, T. Laakso) (PP) – 49:26 N. Hagman (J.-P. Hytönen, M. Anttila) – 50:22 J. Koskiranta (L. Korpikoski) – 55:23 V.-M. Savinainen (P. Kontiola, J. Aaltonen) (PP) – 57:21 | 1:0 2:0 3:0 3:1 3:2 4:2 5:2 6:2 7:2 | 40:38 – R. Lukas (T. Vanek) (SH) 42:46 – R. Herburger (T. Hundertpfund) (SH) | Rozhodčí: Vjačeslav Bulanov Derek Zalaski Čároví: Petr Blümel Sirko Hunnius |
| 4 min | 4 min | Tresty                              | 41 min                                                                       | Rozhodčí: Vjačeslav Bulanov Derek Zalaski Čároví: Petr Blümel Sirko Hunnius |
| 43 | 43 | Střely                              | 18                                                                           | Rozhodčí: Vjačeslav Bulanov Derek Zalaski Čároví: Petr Blümel Sirko Hunnius |

| 11. května 2013 19:15 SELČ | Německo | 2 : 0 (0:0, 1:0, 1:0) | Lotyšsko | Hartwall Arena, Helsinky Návštěvnost: 9 199 |  |

| Report                                                                         |                                                                                |          |                     |                                                                  |
| Rob Zepp                                                                       | Rob Zepp                                                                       | Brankáři | Kristers Gudļevskis | Rozhodčí: Ian Croft Brent Reiber Čároví: Jon Kilian Jesse Wilmot |
| C. Ullmann (P. Gogulla, M. Wolf) – 28:05 P. Hager (C. Ehrhoff, N. Goc) – 43:05 | C. Ullmann (P. Gogulla, M. Wolf) – 28:05 P. Hager (C. Ehrhoff, N. Goc) – 43:05 | 1:0 2:0  |                     | Rozhodčí: Ian Croft Brent Reiber Čároví: Jon Kilian Jesse Wilmot |
| 10 min                                                                         | 10 min                                                                         | Tresty   | 31 min              | Rozhodčí: Ian Croft Brent Reiber Čároví: Jon Kilian Jesse Wilmot |
| 34                                                                             | 34                                                                             | Střely   | 26                  | Rozhodčí: Ian Croft Brent Reiber Čároví: Jon Kilian Jesse Wilmot |

| 12. května 2013 15:15 SELČ | USA | 3 : 0 (2:0, 0:0, 1:0) | Německo | Hartwall Arena, Helsinky Návštěvnost: 11 057 |  |

| Report | |             |               |                                                                                |
| John Gibson | John Gibson | Brankáři    | Dennis Endras | Rozhodčí: Vjačeslav Bulanov Konstantin Olenin Čároví: Petr Blumel Ivan Děďulja |
| B. Butler (J. Faulk, C. Smith) (PP) – 02:39 P. Stastny (E. Johnson) – 04:53 S. Gionta (N. Thompson, M. Hunwick) – 51:27 | B. Butler (J. Faulk, C. Smith) (PP) – 02:39 P. Stastny (E. Johnson) – 04:53 S. Gionta (N. Thompson, M. Hunwick) – 51:27 | 1:0 2:0 3:0 |               | Rozhodčí: Vjačeslav Bulanov Konstantin Olenin Čároví: Petr Blumel Ivan Děďulja |
| 12 min | 12 min | Tresty      | 8 min         | Rozhodčí: Vjačeslav Bulanov Konstantin Olenin Čároví: Petr Blumel Ivan Děďulja |
| 29 | 29 | Střely      | 30            | Rozhodčí: Vjačeslav Bulanov Konstantin Olenin Čároví: Petr Blumel Ivan Děďulja |

| 12. května 2013 19:15 SELČ | Slovensko | 1 : 3 (0:0, 1:2, 0:1) | Rusko | Hartwall Arena, Helsinky Návštěvnost: 4 041 |  |

| Report                      |                             |                 | |                                                                          |
| Jaroslav Janus              | Jaroslav Janus              | Brankáři        | Ilja Bryzgalov                                                                                           | Rozhodčí: Daniel Piechaczek Brent Reiber Čároví: Roger Arm Sirko Hunnius |
| B. Radivojevič (SH) – 39:44 | B. Radivojevič (SH) – 39:44 | 0:1 0:2 1:2 1:3 | 25:36 – A. Radulov (J. Medvěděv) (PP) 31:44 – I. Kovalčuk (A. Radulov, A. Těreščenko) 44:48 – D. Děnisov | Rozhodčí: Daniel Piechaczek Brent Reiber Čároví: Roger Arm Sirko Hunnius |
| 10 min                      | 10 min                      | Tresty          | 8 min | Rozhodčí: Daniel Piechaczek Brent Reiber Čároví: Roger Arm Sirko Hunnius |
| 24                          | 24                          | Střely          | 23 | Rozhodčí: Daniel Piechaczek Brent Reiber Čároví: Roger Arm Sirko Hunnius |

| 13. května 2013 15:15 SELČ | Lotyšsko | 3 : 1 (1:0, 1:0, 1:1) | Francie | Hartwall Arena, Helsinky Návštěvnost: 2 204 |  |

| Report | |                 |                                                      |                                                                                    |
| Kristers Gudļevskis                                                                                                | Kristers Gudļevskis                                                                                                | Brankáři        | Cristobal Huet                                       | Rozhodčí: Vladimír Baluška Lars Brüggemann Čároví: Johannes Käck Jonathan Morisson |
| M. Cipulis (J. Sprukts, R. Freibergs) (PP) – 14:52 J. Sprukts (M. Cipulis) – 25:07 L. Dārziņš (J. Sprukts) – 56:24 | M. Cipulis (J. Sprukts, R. Freibergs) (PP) – 14:52 J. Sprukts (M. Cipulis) – 25:07 L. Dārziņš (J. Sprukts) – 56:24 | 1:0 2:0 2:1 3:1 | 43:27 – J. Desrosiers (Y. Treille, K. Hecquefeuille) | Rozhodčí: Vladimír Baluška Lars Brüggemann Čároví: Johannes Käck Jonathan Morisson |
| 20 min | 20 min | Tresty          | 6 min                                                | Rozhodčí: Vladimír Baluška Lars Brüggemann Čároví: Johannes Käck Jonathan Morisson |
| 26 | 26 | Střely          | 30                                                   | Rozhodčí: Vladimír Baluška Lars Brüggemann Čároví: Johannes Käck Jonathan Morisson |

| 13. května 2013 19:15 SELČ | Rakousko | 4 : 8 (3:3, 1:3, 0:2) | Rusko | Hartwall Arena, Helsinky Návštěvnost: 4 455 |  |

| Report | |                                                 | |                                                                     |
| Rene Swette Bernhard Starkbaum | Rene Swette Bernhard Starkbaum | Brankáři                                        | Semjon Varlamov | Rozhodčí: Ian Croft Aleksi Rantala Čároví: Jon Killian Jesse Wilmot |
| M. Iberer (R. Lukas) – 08:53 T. Vanek (T. Pöck, M. Raffl) (PP) – 09:08 M. Raffl (T. Vanek, T. Hundertpfund) (PP) – 15:56 F. Iberer (G. Baumgartner, M. Altmann) – 27:51 | M. Iberer (R. Lukas) – 08:53 T. Vanek (T. Pöck, M. Raffl) (PP) – 09:08 M. Raffl (T. Vanek, T. Hundertpfund) (PP) – 15:56 F. Iberer (G. Baumgartner, M. Altmann) – 27:51 | 0:1 0:2 1:2 2:2 3:2 3:3 3:4 4:4 4:5 4:6 4:7 4:8 | 01:25 – A. Pěrožogin (S. Mozjakin, A. Popov) 08:15 – I. Kovalčuk (A. Radulov) 18:32 – I. Nikulin (J. Medvěděv, I. Kovalčuk) (PP2) 24:50 – A. Radulov (I. Kovalčuk) (PP) 31:07 – S. Mozjakin (I. Nikulin, A. Popov) 37:19 – S. Soin (D. Kokarev) (SH) 41:36 – N. Zajcev (K. Petrov) 49:38 – E. Kuzněcov (K. Petrov, A. Bělov) | Rozhodčí: Ian Croft Aleksi Rantala Čároví: Jon Killian Jesse Wilmot |
| 18 min | 18 min | Tresty                                          | 12 min | Rozhodčí: Ian Croft Aleksi Rantala Čároví: Jon Killian Jesse Wilmot |
| 36 | 36 | Střely                                          | 18 | Rozhodčí: Ian Croft Aleksi Rantala Čároví: Jon Killian Jesse Wilmot |

| 14. května 2013 11:15 SELČ | Slovensko | 4 : 1 (2:0, 1:1, 1:0) | USA | Hartwall Arena, Helsinky Návštěvnost: 9 262 |  |

| Report | |                     |                              |                                                                               |
| Rastislav Staňa | Rastislav Staňa | Brankáři            | Ben Bishop                   | Rozhodčí: Konstantin Olenin Aleksi Rantala Čároví: Ivan Děďulja Johannes Käck |
| B. Radivojevič (T. Kopecký) - 00:15 M. Bartek (M. Šatan) - 03:44 R. Vydarený (T. Záborský, R. Kukumberg) (PP) - 30:48 M. Daňo (M. Šatan) (ENG) - 58:36 | B. Radivojevič (T. Kopecký) - 00:15 M. Bartek (M. Šatan) - 03:44 R. Vydarený (T. Záborský, R. Kukumberg) (PP) - 30:48 M. Daňo (M. Šatan) (ENG) - 58:36 | 1:0 2:0 3:0 3:1 4:1 | 39:14 - D. Kristo (M. Carle) | Rozhodčí: Konstantin Olenin Aleksi Rantala Čároví: Ivan Děďulja Johannes Käck |
| 4 min | 4 min | Tresty              | 20 min                       | Rozhodčí: Konstantin Olenin Aleksi Rantala Čároví: Ivan Děďulja Johannes Käck |
| 26 | 26 | Střely              | 21                           | Rozhodčí: Konstantin Olenin Aleksi Rantala Čároví: Ivan Děďulja Johannes Käck |

| 14. května 2013 15:15 SELČ | Francie | 2 : 3 P (1:1, 1:0, 0:1 – 0:1) | Německo | Hartwall Arena, Helsinky Návštěvnost: 5 062 |  |

| Report                                                               |                                                                      |                     | |                                                                               |
| Cristobal Huet                                                       | Cristobal Huet                                                       | Brankáři            | Rob Zepp | Rozhodčí: Vladimír Baluška Brent Reiber Čároví: Petr Blümel Jonathan Morisson |
| J. Desrosiers (N. Besch, Y. Treille) (PP) – 01:42 A. Roussel – 34:57 | J. Desrosiers (N. Besch, Y. Treille) (PP) – 01:42 A. Roussel – 34:57 | 1:0 1:1 2:1 2:2 2:3 | 17:32 – C. Ehrhoff (C. Ullmann, T. Greilinger) (PP) 41:24 – M. Wolf (F. Hördler) 61:05 – C. Ehrhoff (M. Goc) | Rozhodčí: Vladimír Baluška Brent Reiber Čároví: Petr Blümel Jonathan Morisson |
| 24 min                                                               | 24 min                                                               | Tresty              | 4 min | Rozhodčí: Vladimír Baluška Brent Reiber Čároví: Petr Blümel Jonathan Morisson |
| 29                                                                   | 29                                                                   | Střely              | 36 | Rozhodčí: Vladimír Baluška Brent Reiber Čároví: Petr Blümel Jonathan Morisson |

| 14. května 2013 19:15 SELČ | Lotyšsko | 2 : 3 P (1:1, 0:1, 1:0 – 0:1) | Finsko | Hartwall Arena, Helsinky Návštěvnost: 12 289 |  |

| Report                                                                            |                                                                                   |                     | |                                                                               |
| Kristers Gudļevskis                                                               | Kristers Gudļevskis                                                               | Brankáři            | Antti Raanta | Rozhodčí: Vjačeslav Bulanov Daniel Piechaczek Čároví: Roger Arm Sirko Hunnius |
| G. Meija (A. Džeriņš, K. Jass) – 08:19 R. Jekimovs (G. Meija, A. Džeriņš) – 56:13 | G. Meija (A. Džeriņš, K. Jass) – 08:19 R. Jekimovs (G. Meija, A. Džeriņš) – 56:13 | 1:0 1:1 1:2 2:2 2:3 | 09:18 – S. Salminen (L. Korpikoski, T. Mäntylä) 30:25 – M. Granlund (S. Salminen, T. Laakso) 63:46 – A. Pihlström (V-M. Savinainen, T. Mäntylä) | Rozhodčí: Vjačeslav Bulanov Daniel Piechaczek Čároví: Roger Arm Sirko Hunnius |
| 16 min                                                                            | 16 min                                                                            | Tresty              | 8 min | Rozhodčí: Vjačeslav Bulanov Daniel Piechaczek Čároví: Roger Arm Sirko Hunnius |
| 20                                                                                | 20                                                                                | Střely              | 29 | Rozhodčí: Vjačeslav Bulanov Daniel Piechaczek Čároví: Roger Arm Sirko Hunnius |

## Play off

### Pavouk
|  | Čtvrtfinále 1 |               |               |  |      |              |              |              |  |               |               |               |   |
|  | A1            | Švýcarsko     | 2             |  |      |              |              |              |  |               |               |               |   |
|  | A4            | Česko         | 1             |  |      | Semifinále 1 | Semifinále 1 | Semifinále 1 |  |               |               |               |   |
|  |               |               |               |  |      | ČTF1         | Švýcarsko    | 3            |  |               |               |               |   |
|  | Čtvrtfinále 2 | Čtvrtfinále 2 | Čtvrtfinále 2 |  | ČTF2 | USA          | 0            |              |  |               |               |               |   |
|  | B2            | Rusko         | 3             |  |      |              |              |              |  |               |               |               |   |
|  | B3            | USA           | 8             |  |      |              |              |              |  | Finále        | Finále        | Finále        |   |
|  |               |               |               |  |      |              |              |              |  |               | VSF1          | Švýcarsko     | 1 |
|  | Čtvrtfinále 3 | Čtvrtfinále 3 | Čtvrtfinále 3 |  |      |              |              |              |  |               | VSF2          | Švédsko       | 5 |
|  | B1            | Finsko        | 4             |  |      |              |              |              |  |               |               |               |   |
|  | B4            | Slovensko     | 3             |  |      | Semifinále 2 | Semifinále 2 | Semifinále 2 |  | Zápas o bronz | Zápas o bronz | Zápas o bronz |   |
|  |               |               |               |  |      | ČTF          | Finsko       | 0            |  | PSF1          | USA           | 3             |   |
|  | Čtvrtfinále 4 | Čtvrtfinále 4 | Čtvrtfinále 4 |  | ČTF4 | Švédsko      | 3            |              |  | PSF2          | Finsko        | 2             |   |
|  | A2            | Kanada        | 2             |  |      |              |              |              |  |               |               |               |   |
|  | A3            | Švédsko       | 3             |  |      |              |              |              |  |               |               |               |   |

### Čtvrtfinále
| 16. května 2013 12:00 SELČ | Rusko | 3 : 8 (1:2, 0:2, 2:4) | USA | Hartwall Arena, Helsinky Návštěvnost: 5 506 |  |

| Report | |                                             | |                                                                       |
| Ilja Bryzgalov Semjon Varlamov                                                                                          | Ilja Bryzgalov Semjon Varlamov                                                                                          | Brankáři                                    | John Gibson | Rozhodčí: Lars Brüggemann Brent Reiber Čároví: Roger Arm Jesse Wilmot |
| A. Svitov (S. Soin, F. Ťutin) – 15:30 A. Ovečkin (S. Varlamov) – 41:33 A. Perožogin (A. Popov, A. Ovečkin) (PP) – 43:40 | A. Svitov (S. Soin, F. Ťutin) – 15:30 A. Ovečkin (S. Varlamov) – 41:33 A. Perožogin (A. Popov, A. Ovečkin) (PP) – 43:40 | 0:1 0:2 1:2 1:3 1:4 2:4 2:5 3:5 3:6 3:7 3:8 | 11:53 – P. Stastny (C. Smith, M. Hunwick) 12:43 – T. J. Oshie (T. Stapleton) 25:45 – N. Thompson (R. Carter) 37:31 – A. Galchenyuk (C. Smith, P. Stastny) 42:55 – R. Carter (SH) 48:11 – J. Trouba (C. Smith, P. Stastny) (PP) 49:56 – D. Moss (C. Smith) 50:07 – P. Stastny (C. Smith, C. Butler) | Rozhodčí: Lars Brüggemann Brent Reiber Čároví: Roger Arm Jesse Wilmot |
| 4 min | 4 min | Tresty                                      | 8 min | Rozhodčí: Lars Brüggemann Brent Reiber Čároví: Roger Arm Jesse Wilmot |
| 34 | 34 | Střely                                      | 31 | Rozhodčí: Lars Brüggemann Brent Reiber Čároví: Roger Arm Jesse Wilmot |

| 16. května 2013 14:45 SELČ | Švýcarsko | 2 : 1 (1:0, 1:0, 0:1) | Česko | Ericsson Globe, Stockholm Návštěvnost: 2 237 |  |

| Report                                                                                        |                                                                                               |             |                                                  |                                                                                   |
| Martin Gerber                                                                                 | Martin Gerber                                                                                 | Brankáři    | Ondřej Pavelec                                   | Rozhodčí: Konstantin Olenin Marcus Vinnerborg Čároví: Jimmy Dahmen André Schrader |
| D. Hollenstein (S. Blindenbacher, R. Suri) – 05:45 R. Josi (R. Gardner, R. Diaz) (PP) – 33:08 | D. Hollenstein (S. Blindenbacher, R. Suri) – 05:45 R. Josi (R. Gardner, R. Diaz) (PP) – 33:08 | 1:0 2:0 2:1 | 45:29 – Z. Kutlák (T. Plekanec, J. Voráček) (PP) | Rozhodčí: Konstantin Olenin Marcus Vinnerborg Čároví: Jimmy Dahmen André Schrader |
| 12 min                                                                                        | 12 min                                                                                        | Tresty      | 6 min                                            | Rozhodčí: Konstantin Olenin Marcus Vinnerborg Čároví: Jimmy Dahmen André Schrader |
| 32                                                                                            | 32                                                                                            | Střely      | 34                                               | Rozhodčí: Konstantin Olenin Marcus Vinnerborg Čároví: Jimmy Dahmen André Schrader |

| 16. května 2013 17:30 SELČ | Finsko | 4 : 3 (3:0, 0:2, 1:1) | Slovensko | Hartwall Arena, Helsinky Návštěvnost: 9 520 |  |

| Report | |                             | |                                                                             |
| Antti Raanta | Antti Raanta | Brankáři                    | Rastislav Staňa | Rozhodčí: Antonín Jeřábek Keith Kaval Čároví: Petr Blümel Jonathan Morisson |
| O. Väänänen – 01:31 P. Kontiola (J. Pesonen, J. Aaltonen) – 09:49 P. Kontiola (J. Aaltonen) – 15:44 J. Aaltonen (P. Kontiola, J. Pesonen) - 48:13 | O. Väänänen – 01:31 P. Kontiola (J. Pesonen, J. Aaltonen) – 09:49 P. Kontiola (J. Aaltonen) – 15:44 J. Aaltonen (P. Kontiola, J. Pesonen) - 48:13 | 1:0 2:0 3:0 3:1 3:2 3:3 4:3 | 25:03 – M. Miklík (B. Mezei, R. Kukumberg) 32:17 – A. Sekera (B. Mezei, L. Hudáček) 40:30 - T. Surový (B. Radivojevič, B. Mezei) | Rozhodčí: Antonín Jeřábek Keith Kaval Čároví: Petr Blümel Jonathan Morisson |
| 8 min | 8 min | Tresty                      | 10 min | Rozhodčí: Antonín Jeřábek Keith Kaval Čároví: Petr Blümel Jonathan Morisson |
| 25 | 25 | Střely                      | 36 | Rozhodčí: Antonín Jeřábek Keith Kaval Čároví: Petr Blümel Jonathan Morisson |

| 16. května 2013 20:15 SELČ | Kanada | 2 : 3 SN (0:0, 1:0, 1:2 – 0:0 – 0:1) | Švédsko | Ericsson Globe, Stockholm Návštěvnost: 11 151 |  |

| Report | |                                    | |                                                                                   |
| Mike Smith | Mike Smith | Brankáři                           | Jhonas Enroth Jacob Markström | Rozhodčí: Vjačeslav Bulanov Jyri Rönn Čároví: Pierre Dehaen Christopher Woodworth |
| S. Stamkos (S. Robidas, A. Ladd) (PP) – 20:45 C. Giroux (A. Ladd) – 50:50 C. Giroux J. Eberle M. Duchene J. Eberle | S. Stamkos (S. Robidas, A. Ladd) (PP) – 20:45 C. Giroux (A. Ladd) – 50:50 C. Giroux J. Eberle M. Duchene J. Eberle | 1:0 1:1 1:2 2:2 Samostatné nájezdy | 45:41 – N. Danielsson (H. Sedin, D. Sedin) (PP) 49:35 – N. Danielsson (D. Sedin, H. Sedin) (PP) L. Eriksson H. Sedin D. Sedin F. Pettersson | Rozhodčí: Vjačeslav Bulanov Jyri Rönn Čároví: Pierre Dehaen Christopher Woodworth |
| 8 min | 8 min | Tresty                             | 29 min | Rozhodčí: Vjačeslav Bulanov Jyri Rönn Čároví: Pierre Dehaen Christopher Woodworth |
| 43 | 43 | Střely                             | 33 | Rozhodčí: Vjačeslav Bulanov Jyri Rönn Čároví: Pierre Dehaen Christopher Woodworth |

### Semifinále
| 18. května 2013 15:00 SELČ | Finsko | 0 : 3 (0:1, 0:1, 0:1) | Švédsko | Ericsson Globe, Stockholm Návštěvnost: 11 674 |  |

| Report       |              |             | |                                                                            |
| Antti Raanta | Antti Raanta | Brankáři    | Jhonas Enroth | Rozhodčí: Konstantin Olenin Brent Reiber Čároví: Ivan Děďulja Jesse Wilmot |
|              |              | 0:1 0:2 0:3 | 10:33 – L. Eriksson (H. Sedin, D. Sedin) (PP) 36:13 – L. Eriksson (H. Sedin, D. Sedin) (PP) 59:27 – H. Sedin (L. Eriksson, H. Tallinder) (ENG) | Rozhodčí: Konstantin Olenin Brent Reiber Čároví: Ivan Děďulja Jesse Wilmot |
| 8 min        | 8 min        | Tresty      | 4 min | Rozhodčí: Konstantin Olenin Brent Reiber Čároví: Ivan Děďulja Jesse Wilmot |
| 30           | 30           | Střely      | 31 | Rozhodčí: Konstantin Olenin Brent Reiber Čároví: Ivan Děďulja Jesse Wilmot |

| 18. května 2013 19:00 SELČ | Švýcarsko | 3 : 0 (0:0, 1:0, 2:0) | USA | Ericsson Globe, Stockholm Návštěvnost: 7 136 |  |

| Report | |             |             |                                                                                 |
| Reto Berra | Reto Berra | Brankáři    | John Gibson | Rozhodčí: Lars Brüggemann Antonín Jeřábek Čároví: Chris Carlson Sakari Suominen |
| N. Niederreiter (M. Plüss) – 30:01 J. Walker (S. Moser, P. Furrer) – 50:11 R. Suri (N. Niederreiter) (ENG) – 59:41 | N. Niederreiter (M. Plüss) – 30:01 J. Walker (S. Moser, P. Furrer) – 50:11 R. Suri (N. Niederreiter) (ENG) – 59:41 | 1:0 2:0 3:0 |             | Rozhodčí: Lars Brüggemann Antonín Jeřábek Čároví: Chris Carlson Sakari Suominen |
| 4 min | 4 min | Tresty      | 8 min       | Rozhodčí: Lars Brüggemann Antonín Jeřábek Čároví: Chris Carlson Sakari Suominen |
| 31 | 31 | Střely      | 29          | Rozhodčí: Lars Brüggemann Antonín Jeřábek Čároví: Chris Carlson Sakari Suominen |

### Zápas o 3. místo
| 19. května 2013 16:00 SELČ | Finsko | 2 : 3 SN (0:2, 0:0, 2:0 – 0:0 – 0:1) | USA | Ericsson Globe, Stockholm Návštěvnost: 6 836 |  |

| Report | |                                    | |                                                                           |
| Antti Raanta | Antti Raanta | Brankáři                           | John Gibson | Rozhodčí: Brent Reiber Marcus Vinnerborg Čároví: Roger Arm André Schrader |
| L. Korpikoski (O. Väänänen, M. Granlund) – 48:56 L. Korpikoski (M. Granlund, P. Kontiola) – 52:18 P. Kontiola J. Pesonen L. Korpikoski M. Granlund | L. Korpikoski (O. Väänänen, M. Granlund) – 48:56 L. Korpikoski (M. Granlund, P. Kontiola) – 52:18 P. Kontiola J. Pesonen L. Korpikoski M. Granlund | 0:1 0:2 1:2 2:2 Samostatné nájezdy | 00:58 – C. Smith (P. Stastny, D. Moss) 15:58 – P. Stastny (J. Trouba, C. Smith) (PP) C. Smith T. J. Oshie A. Galchenyuk A. Galchenyuk | Rozhodčí: Brent Reiber Marcus Vinnerborg Čároví: Roger Arm André Schrader |
| 2 min | 2 min | Tresty                             | 0 min | Rozhodčí: Brent Reiber Marcus Vinnerborg Čároví: Roger Arm André Schrader |
| 38 | 38 | Střely                             | 26 | Rozhodčí: Brent Reiber Marcus Vinnerborg Čároví: Roger Arm André Schrader |

### Finále
| 19. května 2013 20:30 SELČ | Švýcarsko | 1 : 5 (1:2, 0:0, 0:3) | Švédsko | Ericsson Globe, Stockholm Návštěvnost: 12 500 |  |

| Report                      |                             |                         | |                                                                               |
| Martin Gerber               | Martin Gerber               | Brankáři                | Jhonas Enroth | Rozhodčí: Antonín Jeřábek Konstantin Olenin Čároví: Ivan Děďulja Jesse Wilmot |
| R. Josi (J. Walker) – 04:45 | R. Josi (J. Walker) – 04:45 | 1:0 1:1 1:2 1:3 1:4 1:5 | 08:42 – E. Gustafsson (F. Pettersson, J. Lundqvist) 11:38 – H. Sedin (PP) 47:13 – S. Hjalmarsson (G. Landeskog) 55:37 – L. Eriksson (H. Sedin) 56:36 – H. Sedin (ENG) | Rozhodčí: Antonín Jeřábek Konstantin Olenin Čároví: Ivan Děďulja Jesse Wilmot |
| 18 min                      | 18 min                      | Tresty                  | 6 min | Rozhodčí: Antonín Jeřábek Konstantin Olenin Čároví: Ivan Děďulja Jesse Wilmot |
| 27                          | 27                          | Střely                  | 27 | Rozhodčí: Antonín Jeřábek Konstantin Olenin Čároví: Ivan Děďulja Jesse Wilmot |

## Konečné pořadí
| Por.             | Mistrovství světa | Z  | V | VP | PP | P | GV | GI | +/- | B  | Soupiska |
| ---------------- | ----------------- | -- | - | -- | -- | - | -- | -- | --- | -- | -------- |
| Zlatá medaile    | Švédsko           | 10 | 7 | 1  | 0  | 2 | 28 | 14 | +14 | 23 | Soupiska |
| Stříbrná medaile | Švýcarsko         | 10 | 8 | 1  | 0  | 1 | 35 | 16 | +19 | 26 | Soupiska |
| Bronzová medaile | USA               | 10 | 6 | 1  | 0  | 3 | 35 | 24 | +11 | 20 | Soupiska |
| 4.               | Finsko            | 10 | 5 | 2  | 1  | 2 | 29 | 23 | +6  | 20 | Soupiska |
| 5.               | Kanada            | 8  | 5 | 1  | 2  | 0 | 27 | 13 | +14 | 19 | Soupiska |
| 6.               | Rusko             | 8  | 5 | 0  | 0  | 3 | 32 | 22 | +10 | 15 | Soupiska |
| 7.               | Česko             | 8  | 3 | 1  | 0  | 4 | 20 | 14 | +6  | 11 | Soupiska |
| 8.               | Slovensko         | 8  | 3 | 0  | 1  | 4 | 21 | 21 | 0   | 10 | Soupiska |
| 9.               | Německo           | 7  | 2 | 1  | 1  | 3 | 13 | 16 | −3  | 9  | Soupiska |
| 10.              | Norsko            | 7  | 3 | 0  | 0  | 4 | 12 | 26 | −14 | 9  | Soupiska |
| 11.              | Lotyšsko          | 7  | 2 | 0  | 1  | 4 | 14 | 25 | −11 | 7  | Soupiska |
| 12.              | Dánsko            | 7  | 1 | 1  | 1  | 4 | 13 | 20 | −7  | 6  | Soupiska |
| 13.              | Francie           | 7  | 2 | 0  | 1  | 4 | 13 | 21 | −8  | 7  | Soupiska |
| 14.              | Bělorusko         | 7  | 1 | 0  | 0  | 6 | 10 | 21 | −11 | 3  | Soupiska |
| 15.              | Rakousko          | 7  | 1 | 1  | 0  | 5 | 18 | 29 | −11 | 5  | Soupiska |
| 16.              | Slovinsko         | 7  | 0 | 0  | 2  | 5 | 12 | 27 | −15 | 2  | Soupiska |

| Sestupují do 1. divize pro rok 2014:                   | Rakousko a Slovinsko |
| Postupují z 1. divize do turnaje MS Elit pro rok 2014: | Kazachstán a Itálie  |

## Statistiky a hodnocení hráčů

### Nejlepší hráči podle direktoriátu IIHF
| Pozice  | Hráč           |
| ------- | -------------- |
| Brankář | Jhonas Enroth  |
| Obránce | Roman Josi     |
| Útočník | Petri Kontiola |

### All Stars
| Pozice          | Hráč            |
| --------------- | --------------- |
| Brankář         | Jhonas Enroth   |
| Levý obránce    | Roman Josi      |
| Pravý obránce   | Julien Vauclair |
| Levé křídlo     | Petri Kontiola  |
| Střední útočník | Paul Stastny    |
| Pravé křídlo    | Henrik Sedin    |

### Kanadské bodování
Toto je pořadí hráčů podle dosažených bodů, za jeden vstřelený gól nebo přihrávku na gól hráč získává jeden bod.
| Hráč               | Záp. | G | A  | Body | +/− | PTM | Poz. |
| ------------------ | ---- | - | -- | ---- | --- | --- | ---- |
| Petri Kontiola     | 10   | 8 | 8  | 16   | +6  | 8   | F    |
| Paul Stastny       | 10   | 7 | 8  | 15   | +7  | 6   | F    |
| Craig Smith        | 10   | 4 | 10 | 14   | +5  | 18  | F    |
| Ilja Kovalčuk      | 8    | 8 | 5  | 13   | +5  | 29  | F    |
| Steven Stamkos     | 8    | 7 | 5  | 12   | +6  | 6   | F    |
| Juhamatti Aaltonen | 10   | 4 | 7  | 11   | +3  | 4   | F    |
| Alexandr Radulov   | 8    | 5 | 5  | 10   | +4  | 4   | F    |
| Loui Eriksson      | 10   | 5 | 5  | 10   | +4  | 0   | F    |
| Henrik Sedin       | 4    | 4 | 5  | 9    | +4  | 2   | F    |
| Roman Josi         | 10   | 4 | 5  | 9    | +2  | 4   | D    |

Záp. = Odehrané zápasy; G = Góly; A = Přihrávky na gól; Body = Body; +/− = Plus/Minus; PTM = Počet trestných minut; Poz. = Pozice

### Hodnocení brankářů
Pořadí nejlepších pěti brankářů na mistrovství podle úspěšnosti zásahů v procentech, brankář musí mít odehráno minimálně 40 % hrací doby za svůj tým.
| Hráč           | Čas    | OG | PGZ  | SNB | Úsp%  | ČK |
| -------------- | ------ | -- | ---- | --- | ----- | -- |
| Jhonas Enroth  | 418:29 | 8  | 1,15 | 183 | 95,63 | 2  |
| John Gibson    | 308:00 | 8  | 1,56 | 164 | 95,12 | 1  |
| Mike Smith     | 255:00 | 7  | 1,65 | 126 | 94,44 | 1  |
| Rob Zepp       | 302:05 | 9  | 1,79 | 153 | 94,12 | 2  |
| Ondřej Pavelec | 296:36 | 7  | 1,42 | 112 | 93,75 | 1  |

Čas = Čas na ledě (minuty:sekundy); OG = Obdržené góly; PGZ = Průměr gólů na zápas; SNB = Střely na branku; Úsp% = Procento úspěšných zásahů; ČK = Čistá konta